# Hyundai Sonata
Der Hyundai Sonata ist eine seit Anfang 1985 vom koreanischen Automobilhersteller Hyundai produzierte viertürige Stufenhecklimousine der Mittelklasse. Der Modellname ist an das Wort Sonate angelehnt.

## Geschichte
In Deutschland wird der Sonata seit Sommer 1991 angeboten und war seit Beginn des Markeneintritts von Hyundai in Deutschland verfügbar.
Ab Frühjahr 2010 pausierte der Vertrieb nach Deutschland nachfragebedingt. Im Sommer 2011 wurde der Verkauf mit dem auf den Sonata basierenden Hyundai i40 fortgesetzt.
Innerhalb der Modellpalette war der Sonata bis zum Erscheinen des gehobenen Mittelklassefahrzeugs Hyundai XG im Herbst 1998 das Spitzenmodell.

## Y (1985–1987)

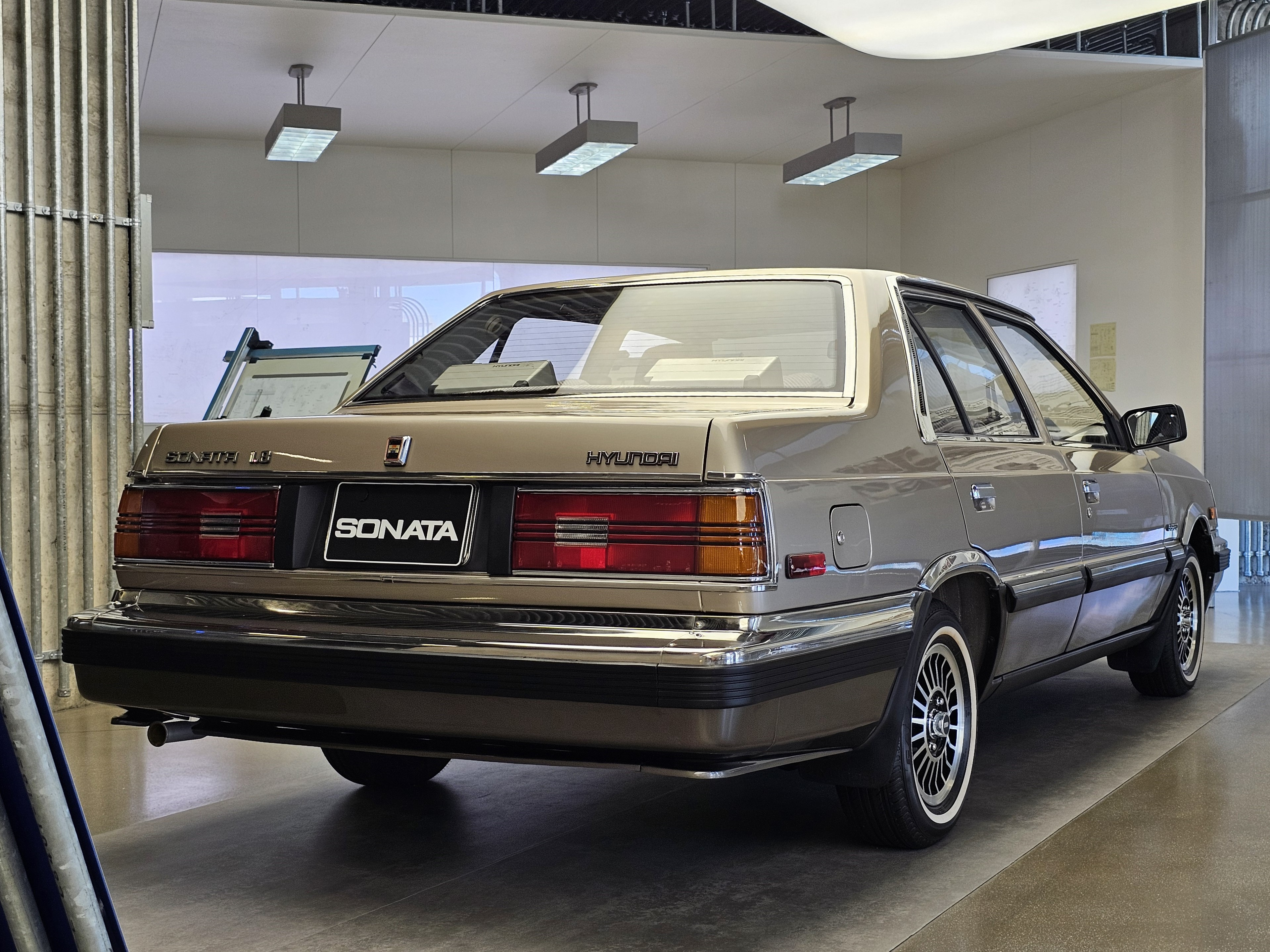
Heckansicht

Anfang 1985 erschien der Sonata, zunächst ausschließlich für den koreanischen Markt.
Die erste Generation war eine Luxusversion des Hyundai Stellar unter eigenem Namen mit dort nicht erhältlichen Ausstattungsmerkmalen. So war als einzige Motorisierung der im Stellar ab 1987 erhältliche Sirius-Motor (4G63) von Mitsubishi mit 2,0 Litern Hubraum verfügbar.
Das Design stammte von Giorgio Giugiaro. Die Fahrzeuge waren mit Servolenkung, Klimaanlage, Tempomat, elektrischen Fensterhebern rundum und einer elektrisch neigungsverstellbaren Rückbank ausgestattet.
Das Fahrzeug war nur auf dem südkoreanischen Markt erhältlich und wurde in Ulsan gefertigt. Wie der Hyundai Stellar basierte das Fahrzeug auf dem heckgetriebenen Ford Cortina/Taunus von 1979. Erst mit der zweiten Generation wechselte Hyundai als erster koreanischer Hersteller auf Vorderradantrieb in der Mittelklasse.
Ein Jahr nach der Einstellung des Sonata Y kehrte der Stellar in überarbeiteter Fassung wieder ins Rampenlicht zurück: als offizielles Fahrzeug der Olympischen Spiele 1988 in Seoul.

### Motoren
| Modell      | Hubraum cm³ | Zylinder    | Ventile     | Max. Leistung kW (PS) bei min−1 | Max. Drehmoment Nm bei min−1 | Bemerkungen |
| Ottomotoren | Ottomotoren | Ottomotoren | Ottomotoren | Ottomotoren                     | Ottomotoren                  | Ottomotoren |
| ----------- | ----------- | ----------- | ----------- | ------------------------------- | ---------------------------- | --- |
| 2.0         | 1997        | R4          | 8           | 77 (105)/5500                   | 164/3500                     | Basiert auf dem Mitsubishi Sirius, den Hyundai unter Lizenz weiterentwickelte. Das Fahrzeug hatte keinen Katalysator, erst im Stellar II 1987 wurde dieser Motor mit einem 2-Wege-System ausgestattet. |

### Sicherheit
Dieser Hyundai Sonata (Modell-Code intern Y) hatte weder Airbags noch ABS. Hierbei ist aber zu berücksichtigen, dass im Zeitraum seiner Marktpräsenz diese Sicherheitsfeatures in den meisten Fahrzeugen der Mittelklasse noch nicht serienmäßig waren.
Ein ABS gehörte erstmals beim im Frühjahr 1985 eingeführten Ford Scorpio zum Serienumfang, während es im Sonata mit dem Y3 dazu gehörte. Mit diesem Modell kamen auch Airbags hinzu.

## Y2 (1988–1993)
Der Hyundai Sonata der zweiten Generation war eines der ersten Modelle, welches von Hyundai teilweise eigenständig entwickelt wurde. Ab 1982 hatte der südkoreanische Hersteller mit dem Hyundai Pony erste Erfahrungen im selbstständigen Automobilbau gesammelt und sich danach von Lizenzbauten wie dem des Ford Cortina gelöst.
Das Design, Interieur und Karosserie stammten von Hyundai, die Plattform basierte auf der des Mitsubishi Galant, auch die Motoren stammten von Mitsubishi. Die Entwicklungskosten betrugen dennoch 375 Millionen US-Dollar und umfassten eine Million Testkilometer, die speziell die Erwartungen der Exportmärkte erfüllen sollten. Eine Premiere im Automobilbau war der aus Xenoy (einer Mischung aus PBT und PC) gefertigte Prallkörper in den Stoßstangen des Fahrzeugs, der primär dem Fußgängerschutz dient und heute etwa im Smart eingesetzt wird. Außergewöhnlich sind zudem die sich automatisch anlegenden Gurte auf allen vier Sitzplätzen.
Die Premiere der zweiten Generation erfolgte am 1. Juni 1988 in Südkorea, in der Nähe des Produktionsortes Ulsan. Ermutigt durch die überraschend hohe Nachfrage des Pony/Excel in Kanada und Nordamerika, ergänzte 1989 zusätzlich das erste Auslandswerk eines koreanischen Autoherstellers in der kanadischen Stadt Bromont (Provinz Québec) die Produktionskapazität. Der Erfolg des Excel blieb in der ungleich wettbewerbsstärkeren Mittelklasse damals jedoch unerreichbar. So wurde das neue Werk bereits 1993 wieder geschlossen.

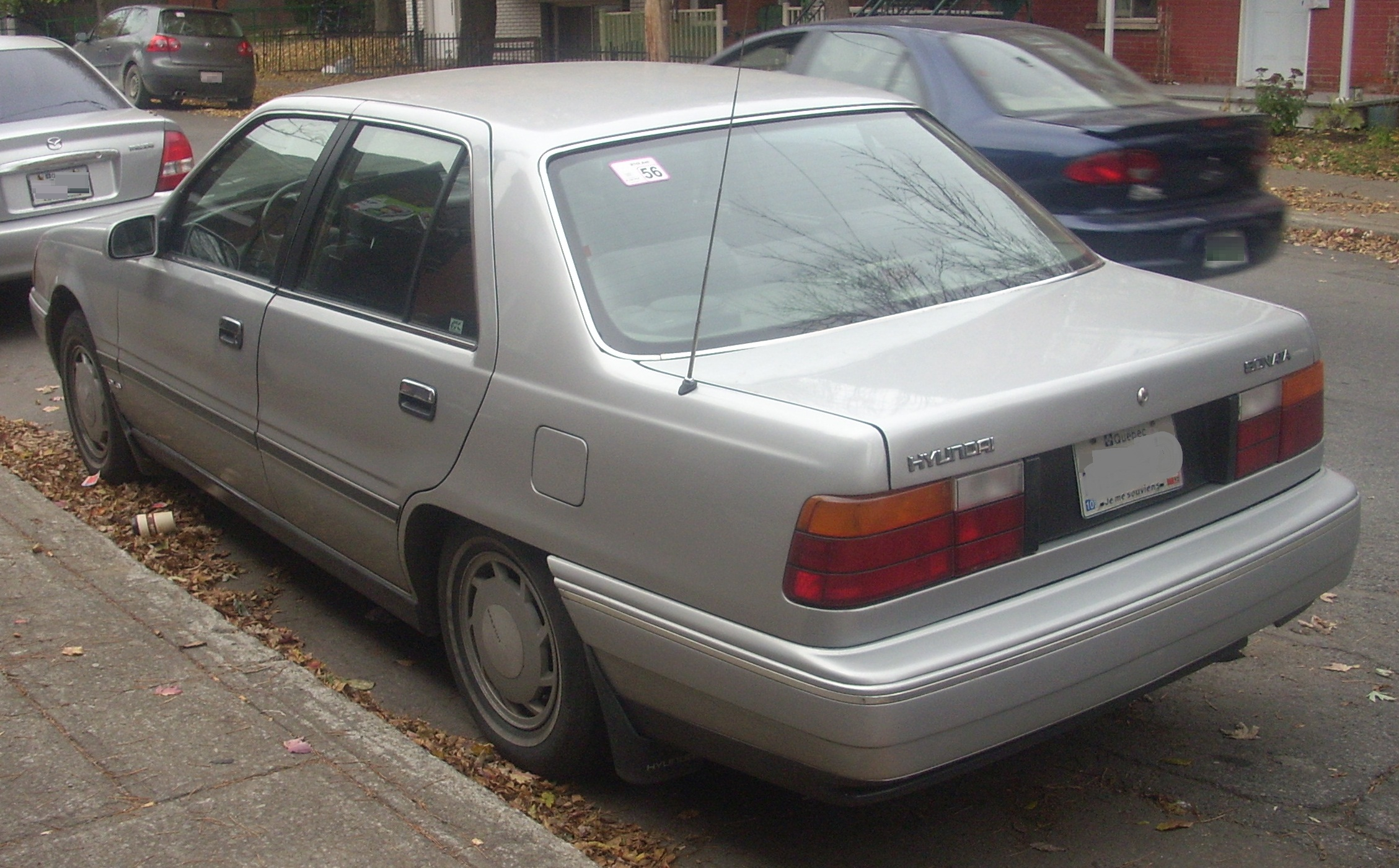
Heckansicht

### Modellpflege
Im Frühjahr 1992 wurde der Sonata überarbeitet. Die Karosserie wurde von Giorgio Giugiaro gestaltet. Mit dem erstmaligen Angebot eines V6-Motors wurde ab 1990 die Positionierung gegen Ford Falcon und Holden Commodore angestrebt.
Der Sonata ist das einzige Hyundai-Modell, das über einen langen Zeitraum (ab 1987) unter derselben Bezeichnung angeboten wurde.

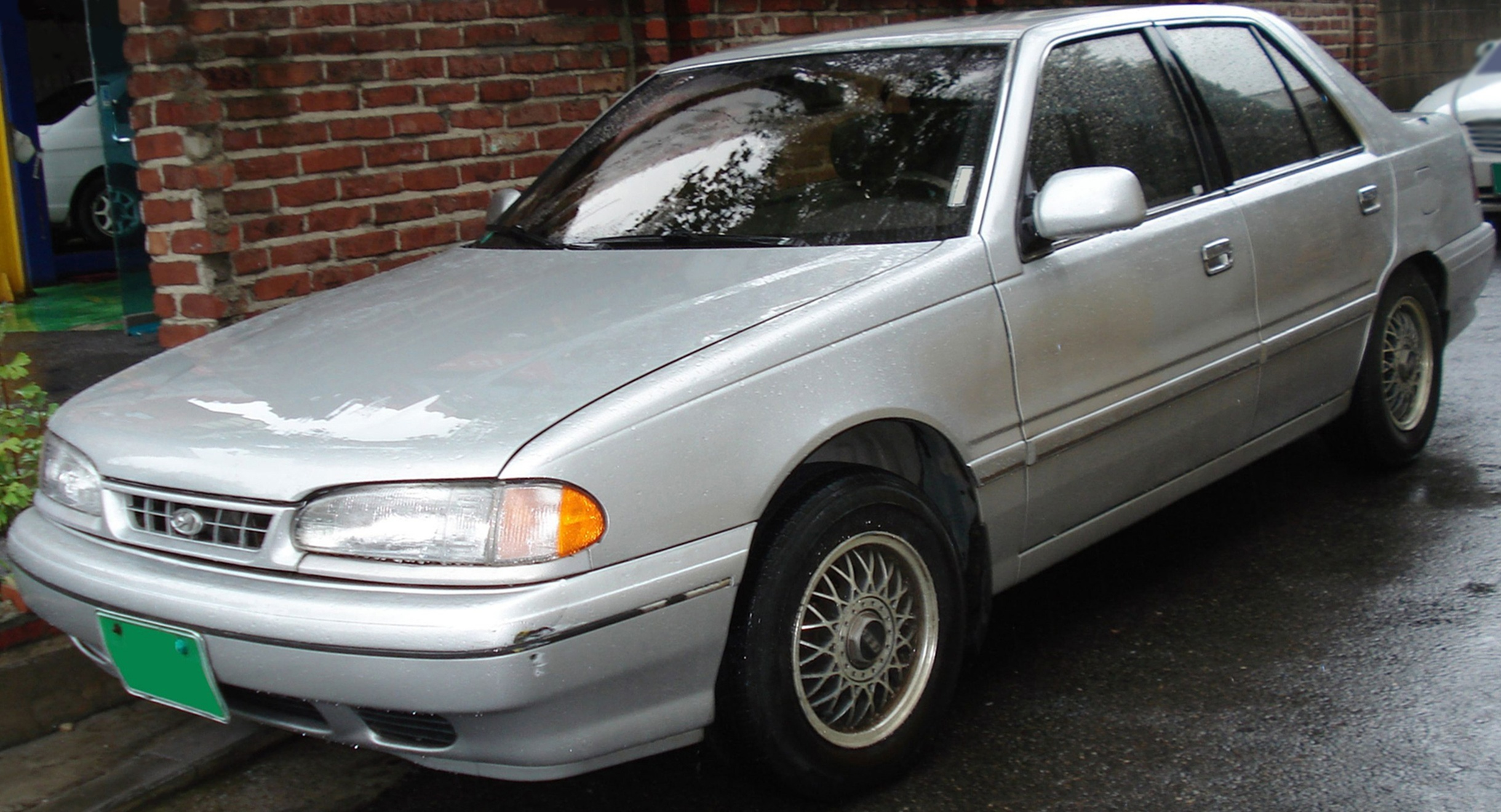
Hyundai Sonata (1992–1993)
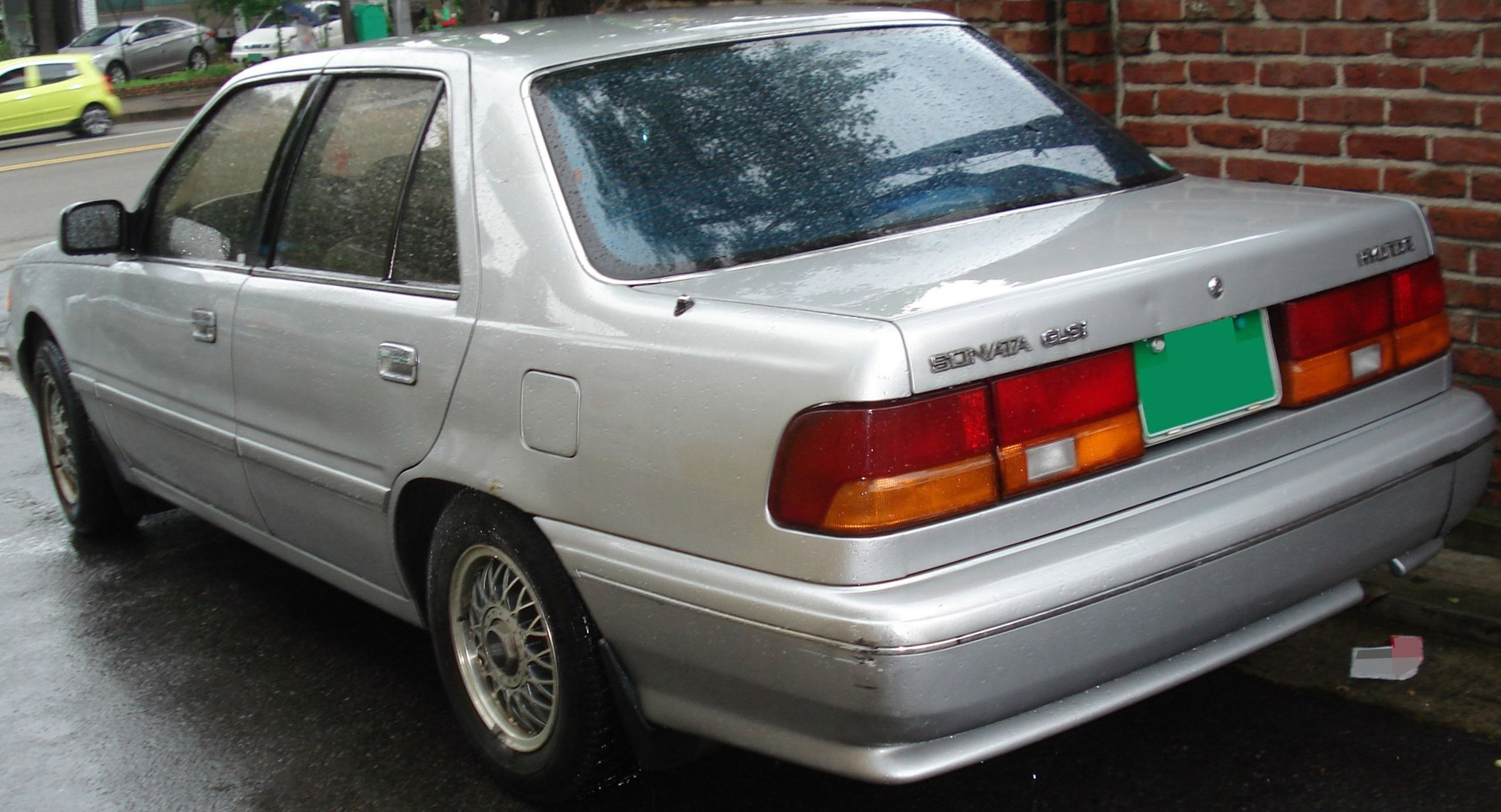
Heckansicht

#### Technische Daten
|                                             | 1,8 | 1,8 | 2,0                         | 2,0                         | 2,0                                  | 2,4                                  | 2,4                                  | 3,0 |
| Motorkenndaten                              | | |                             |                             |                                      |                                      |                                      | |
| Motorkennung                                | G62B/G4CM | G62B/G4CM | 4G63/G4CP                   | 4G63/G4CP                   | 4G63 DOHC/G4CPD                      | 4G64/G4CS                            | 4G64/G4CS                            | 6G72/G6AT |
| Motortyp                                    | R4-Ottomotor | R4-Ottomotor | R4-Ottomotor                | R4-Ottomotor                | R4-Ottomotor                         | R4-Ottomotor                         | R4-Ottomotor                         | V6-Ottomotor |
| Anzahl Ventile pro Zylinder                 | 2 | 2 | 2                           | 2                           | 4                                    | 2                                    | 2                                    | 2 |
| Ventilsteuerung                             | OHC, Zahnriemen | OHC, Zahnriemen | OHC, Zahnriemen             | OHC, Zahnriemen             | DOHC, Zahnriemen                     | OHC, Zahnriemen                      | OHC, Zahnriemen                      | 2 × OHC, Zahnriemen |
| Gemischaufbereitung                         | Saugrohreinspritzung | Saugrohreinspritzung | Saugrohreinspritzung        | Saugrohreinspritzung        | Saugrohreinspritzung                 | Saugrohreinspritzung                 | Saugrohreinspritzung                 | Saugrohreinspritzung |
| Motoraufladung                              | — | — | —                           | —                           | —                                    | —                                    | —                                    | — |
| Katalysator                                 | Nein | Ja | Nein                        | Ja                          | Ja                                   | Nein                                 | Ja                                   | Ja |
| Kühlung                                     | Wasserkühlung | Wasserkühlung | Wasserkühlung               | Wasserkühlung               | Wasserkühlung                        | Wasserkühlung                        | Wasserkühlung                        | Wasserkühlung |
| Bohrung × Hub                               | 80,6 mm × 88,0 mm | 80,6 mm × 88,0 mm | 85,0 mm × 88,0 mm           | 85,0 mm × 88,0 mm           | 85,0 mm × 88,0 mm                    | 86,5 mm × 100,0 mm                   | 86,5 mm × 100,0 mm                   | 91,1 mm × 76,0 mm |
| Hubraum                                     | 1796 cm³ | 1796 cm³ | 1997 cm³                    | 1997 cm³                    | 1997 cm³                             | 2351 cm³                             | 2351 cm³                             | 2972 cm³ |
| Verdichtungsverhältnis                      | 8,9:1 | 8,8:1 | 8,6:1                       | 8,5:1                       | 9,0:1                                | 8,5:1                                | 8,6:1                                | 8,9:1 |
| max. Leistung                               | 71 kW (97 PS) bei 5200/min | 70 kW (95 PS) bei 5250/min | 75 kW (102 PS) bei 5000/min | 75 kW (102 PS) bei 5000/min | 96 kW (130 PS) bei 6000/min          | 86 kW (117 PS) bei 4500/min          | 84 kW (114 PS) bei 4500/min          | 107 kW (145 PS) bei 5000/min |
| max. Drehmoment                             | 146 Nm bei 4000/min | 143 Nm bei 4000/min | 164 Nm bei 3500/min         | 159 Nm bei 4000/min         | 164 Nm bei 5000/min                  | 193 Nm bei 3500/min                  | 189 Nm bei 3500/min                  | 230 Nm bei 2500/min |
| Kraftübertragung                            | | |                             |                             |                                      |                                      |                                      | |
| Antrieb                                     | Vorderradantrieb | Vorderradantrieb | Vorderradantrieb            | Vorderradantrieb            | Vorderradantrieb                     | Vorderradantrieb                     | Vorderradantrieb                     | Vorderradantrieb |
| Getriebe, serienmäßig                       | 5-Gang-Schaltgetriebe | 5-Gang-Schaltgetriebe | 5-Gang-Schaltgetriebe       | 5-Gang-Schaltgetriebe       | 5-Gang-Schaltgetriebe                | 5-Gang-Schaltgetriebe                | 5-Gang-Schaltgetriebe                | 4-Stufen-Automatikgetriebe |
| Getriebe, optional                          | 4-Stufen-Automatikgetriebe | 4-Stufen-Automatikgetriebe | 4-Stufen-Automatikgetriebe  | 4-Stufen-Automatikgetriebe  | —                                    | 4-Stufen-Automatikgetriebe           | 4-Stufen-Automatikgetriebe           | — |
| Messwerte                                   | | |                             |                             |                                      |                                      |                                      | |
| Höchstgeschwindigkeit                       | 180 km/h | 180 km/h | 185 km/h                    | 185 km/h                    | 192 km/h                             | 190 km/h                             | 190 km/h                             | 183 km/h |
| Kraftstoffverbrauch auf 100 km (kombiniert) | 8,8 l N (8,7 l N) | 8,5 l N (9,4 l N) | 8,9 l N (8,3 l N)           | 8,6 l N (9,0 l N)           | 8,7 l N                              | 8,4 l N (9,5 l N)                    | 8,9 l N (9,1 l N)                    | 11,0 l N |
| Bemerkungen                                 | | |                             |                             |                                      |                                      |                                      | |
|                                             | Basierte wie alle Vierzylinder bis einschließlich Sonata EF-B auf einer alten Mitsubishi-Konstruktion, dem Sirius, den Hyundai unter Lizenz weiterentwickelte. | Basierte wie alle Vierzylinder bis einschließlich Sonata EF-B auf einer alten Mitsubishi-Konstruktion, dem Sirius, den Hyundai unter Lizenz weiterentwickelte. |                             |                             | Ersetzte ab 1992 den 2,4-Liter-Motor | Nachteil: hoher Treibstoffverbrauch. | Nachteil: hoher Treibstoffverbrauch. | Ab 1990. Basierte auf dem Mitsubishi Cyclone (6G72) von 1987, den Hyundai unter Lizenz weiterentwickelte. Ein Sechszylinder-Ottomotor war seinerzeit unabdingbar für ein langfristiges Bestehen auf dem US-amerikanischen Markt, den man während der Zeit der ersten Modellgeneration gerade als Absatzmarkt ins Auge gefasst hatte. Nachteilig war der hohe Treibstoffverbrauch. |

1. 1 2  Für USA 87 kW (118 PS) bzw. 192 Nm
2. 1 2  Für USA 106 kW (144 PS) bzw. 228 Nm
3. ↑  Werte in runden Klammern („( )“) für Automatikgetriebe.

- Ein Dieselmotor wurde nicht angeboten.

### Sicherheit
Dieser Hyundai Sonata (Modell-Code intern Y2) hatte noch keine Airbags, dafür war nun ein ABS verfügbar, wenn auch nur auf Wunsch für den V6. Hierbei ist aber zu berücksichtigen, dass im Zeitraum seiner Marktpräsenz diese Sicherheitsfeatures in den meisten Fahrzeugen der Mittelklasse noch nicht Standard waren. Das Fahrwerk ist sehr komfortabel ausgelegt und wurde mit dem Facelift 1992 nicht verändert.

## Y3 (1993–1998)
| US-NCAP-Crashtest | [ 12 ] |

### Verkaufsstrategie
Die südkoreanischen Hersteller, die ab 1991 (Hyundai), 1993 (Kia) respektive 1994 (Daewoo) erstmals ihre Autos auch in Europa anboten, verfolgten die gleiche Verkaufsstrategie wie die japanischen Automobilhersteller 30 Jahre zuvor. Sie versuchten, die Kunden vor allem durch günstige Preise und vergleichsweise umfangreiche Komfortausstattungen zu gewinnen.
So hatte die Version des Sonata mit V6-Motor und 107 kW (145 PS), der ab Mai 1993 auch in Deutschland angeboten wurde, bereits eine Komfort-Ausstattung mit Klimaanlage, Sitzheizung und Lederinterieur, bei einem ähnlichen Preis wie das Basismodell eines VW Passat mit 55 kW (75 PS) Vierzylinder-Motor.
Die Nachteile dieses Modells lagen aber ebenso auf der Hand: eine zu weiche Federung und Dämpferabstimmung, billige Materialien im Innenraum, sowie eine unterdurchschnittliche Zuverlässigkeit und Verarbeitung. Das Fahrverhalten gewann im Vergleich zum Vorgänger, indem die Karosserie steifer und die Federung härter wurde. Der Komfort war mittelmäßig, da größere Unebenheiten das Fahrwerk aus der Ruhe brachten.

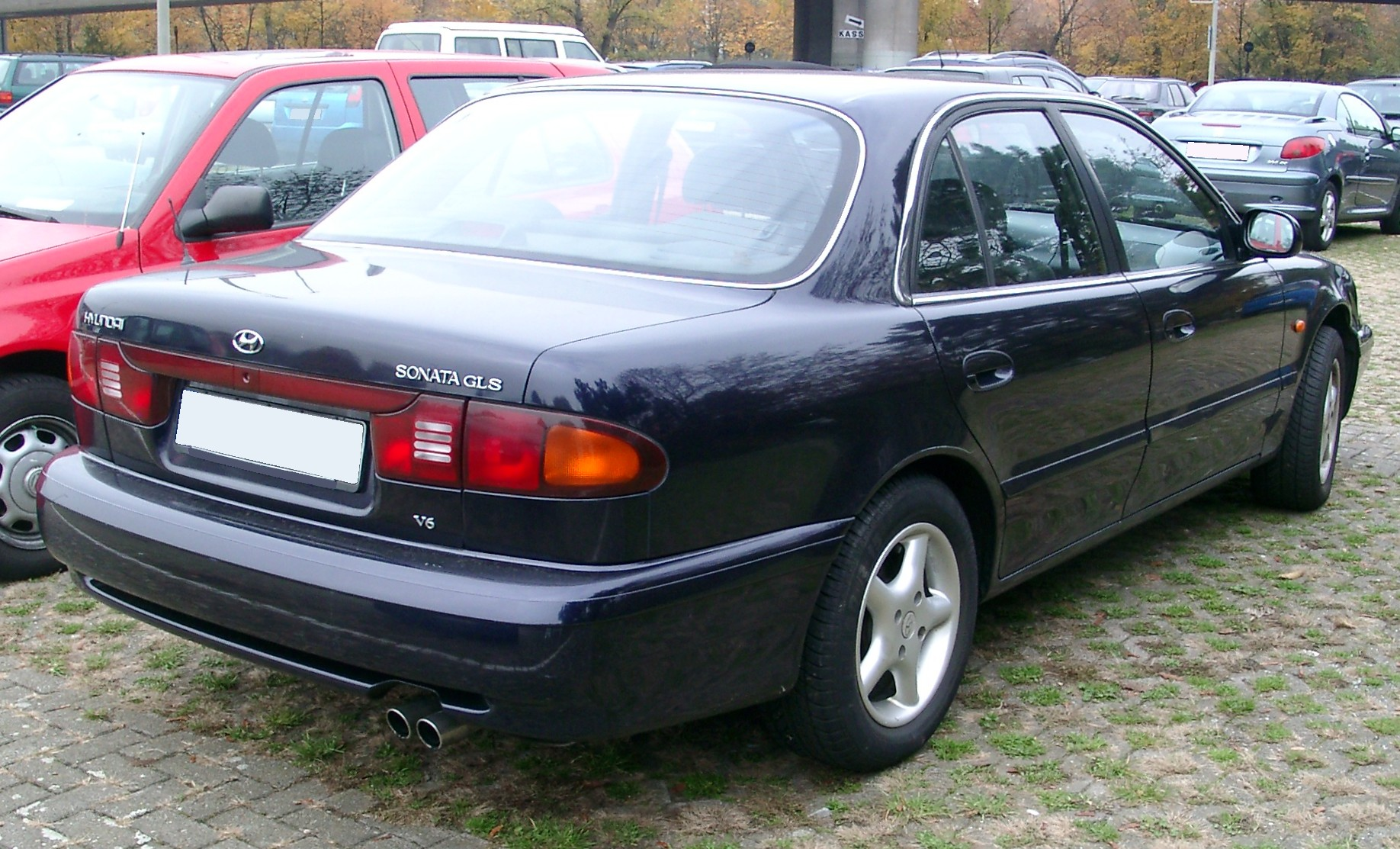
Heckansicht (1993–1996)
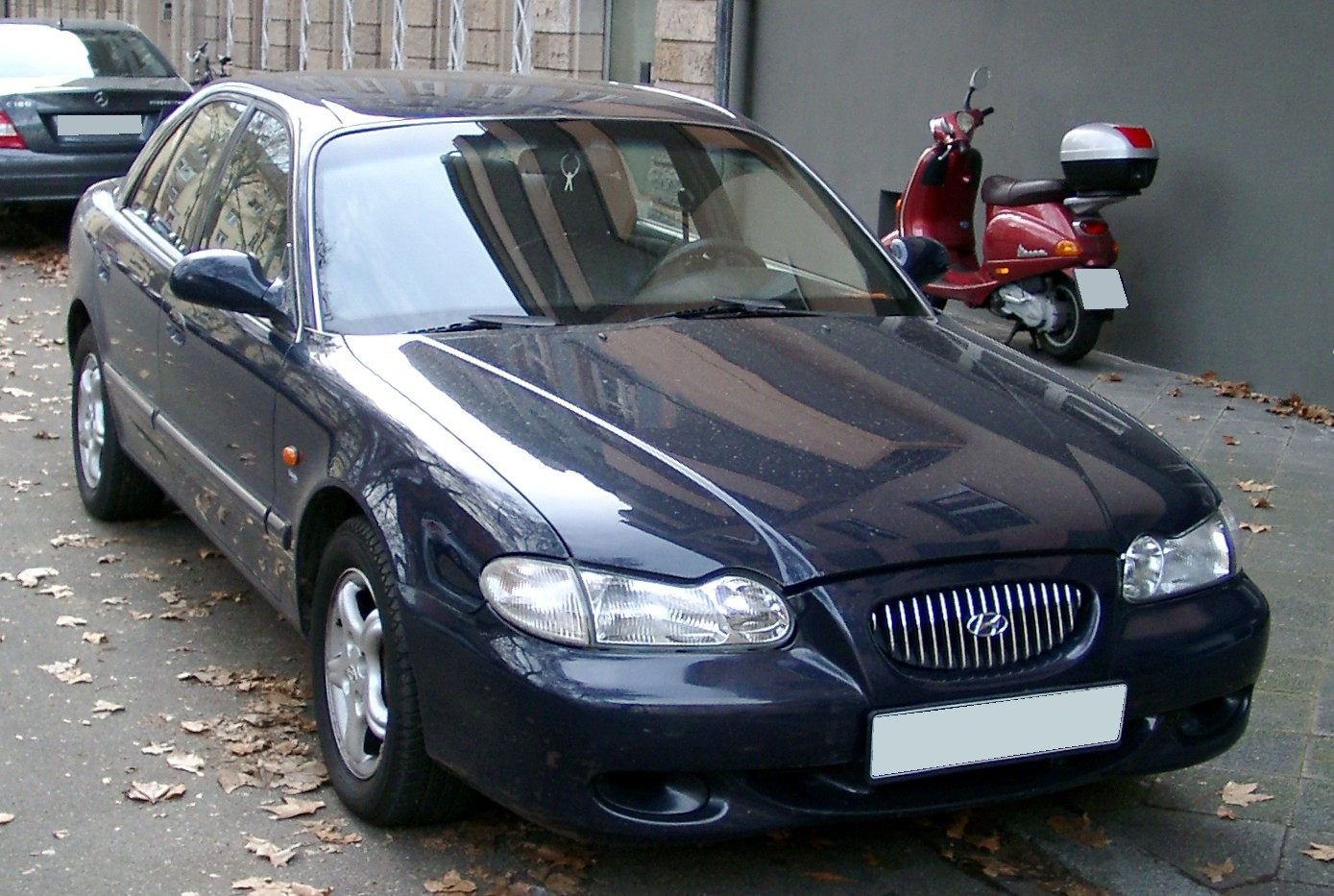
Hyundai Sonata (1996–1998)
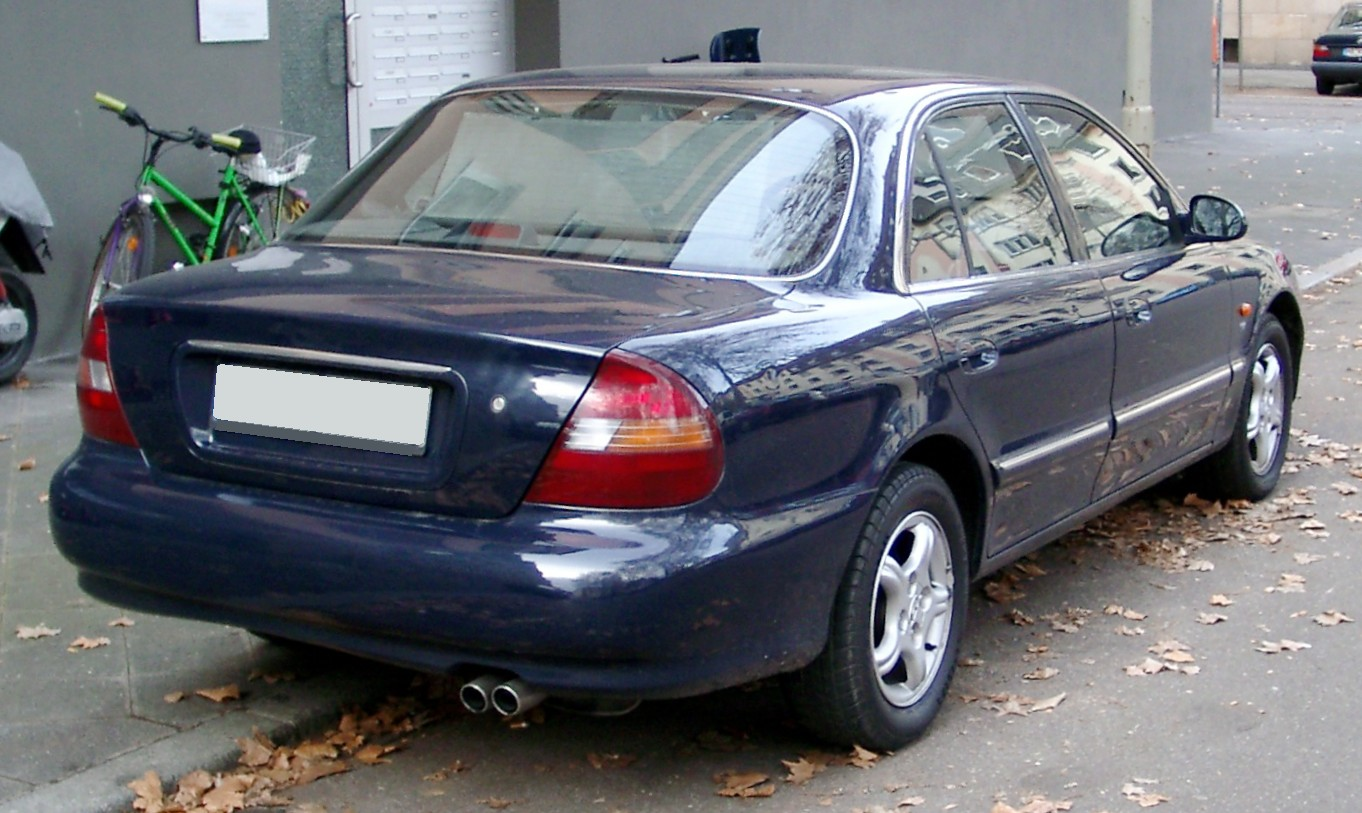
Heckansicht (1996–1998)

### Motoren
Die Motoren waren wie bereits diejenigen der ersten Generation (Y2) ältere Konstruktionen. Die Verwendung einfacher Technik ermöglichte mit den Fahrzeugen dennoch hohe Laufleistungen, sofern diese nicht über einen längeren Zeitraum Höchstleistungen erbringen mussten. Denn für die bei hohen Geschwindigkeiten entsprechend höhere Motortemperatur waren der Kühlkreislauf respektive der Kühler nicht konstruiert oder aber zu klein dimensioniert.

#### Technische Daten
|                                             | 1,8 | 1,8                        | 2,0                         | 2,0                        | 2,0                                                                  | 2,0                         | 3,0 |
| Bauzeitraum                                 | 1993–1996 | 1996–1998                  | 1993–1996                   | 1996–1998                  | 1993–1996                                                            | 1996–1998                   | 1993–1998 |
| Motorkenndaten                              | |                            |                             |                            |                                                                      |                             | |
| Motorkennung                                | G62B/G4CM | G62B/G4CM                  | 4G63/G4CP                   | 4G63/G4CP                  | 4G63 DOHC/G4CPD                                                      | 4G63 DOHC/G4CPD             | 6G72/G6AT |
| Motortyp                                    | R4-Ottomotor | R4-Ottomotor               | R4-Ottomotor                | R4-Ottomotor               | R4-Ottomotor                                                         | R4-Ottomotor                | V6-Ottomotor |
| Anzahl Ventile pro Zylinder                 | 2 | 2                          | 2                           | 2                          | 4                                                                    | 4                           | 2 |
| Ventilsteuerung                             | OHC, Zahnriemen | OHC, Zahnriemen            | OHC, Zahnriemen             | OHC, Zahnriemen            | DOHC, Zahnriemen                                                     | DOHC, Zahnriemen            | 2 × OHC, Zahnriemen |
| Gemischaufbereitung                         | Saugrohreinspritzung | Saugrohreinspritzung       | Saugrohreinspritzung        | Saugrohreinspritzung       | Saugrohreinspritzung                                                 | Saugrohreinspritzung        | Saugrohreinspritzung |
| Motoraufladung                              | — | —                          | —                           | —                          | —                                                                    | —                           | — |
| Kühlung                                     | Wasserkühlung | Wasserkühlung              | Wasserkühlung               | Wasserkühlung              | Wasserkühlung                                                        | Wasserkühlung               | Wasserkühlung |
| Bohrung × Hub                               | 80,6 mm × 88,0 mm | 80,6 mm × 88,0 mm          | 85,0 mm × 88,0 mm           | 85,0 mm × 88,0 mm          | 85,0 mm × 88,0 mm                                                    | 85,0 mm × 88,0 mm           | 91,1 mm × 76,0 mm |
| Hubraum                                     | 1796 cm³ | 1796 cm³                   | 1997 cm³                    | 1997 cm³                   | 1997 cm³                                                             | 1997 cm³                    | 2972 cm³ |
| Verdichtungsverhältnis                      | 8,9:1 | 8,9:1                      | 8,9:1                       | 8,6:1                      | 9,0:1                                                                | 9,0:1                       | 8,9:1 |
| max. Leistung                               | 72 kW (98 PS) bei 5500/min | 63 kW (86 PS) bei 5000/min | 77 kW (105 PS) bei 5000/min | 70 kW (95 PS) bei 4900/min | 102 kW (139 PS) bei 5800/min                                         | 92 kW (125 PS) bei 5800/min | 107 kW (145 PS) bei 5000/min |
| max. Drehmoment                             | 141 Nm bei 4400/min | 132 Nm bei 2400/min        | 157 Nm bei 2500/min         | 157 Nm bei 2400/min        | 180 Nm bei 4000/min                                                  | 168 Nm bei 4600/min         | 230 Nm bei 2400/min |
| Kraftübertragung                            | |                            |                             |                            |                                                                      |                             | |
| Antrieb                                     | Vorderradantrieb | Vorderradantrieb           | Vorderradantrieb            | Vorderradantrieb           | Vorderradantrieb                                                     | Vorderradantrieb            | Vorderradantrieb |
| Getriebe, serienmäßig                       | 5-Gang-Schaltgetriebe | 5-Gang-Schaltgetriebe      | 5-Gang-Schaltgetriebe       | 5-Gang-Schaltgetriebe      | 5-Gang-Schaltgetriebe                                                | 5-Gang-Schaltgetriebe       | 4-Stufen-Automatikgetriebe |
| Getriebe, optional                          | 4-Stufen-Automatikgetriebe | —                          | 4-Stufen-Automatikgetriebe  | —                          | 4-Stufen-Automatikgetriebe                                           | 4-Stufen-Automatikgetriebe  | — |
| Messwerte                                   | |                            |                             |                            |                                                                      |                             | |
| Höchstgeschwindigkeit                       | 165 km/h | 165 km/h                   | 170 km/h                    | 170 km/h                   | 200 km/h (190 km/h)                                                  | 195 km/h (190 km/h)         | (200 km/h) |
| Beschleunigung, 0–100 km/h                  | 12,1 s | 15,8 s                     | 11,9 s                      | 13,6 s                     | 10,2 s (11,6 s)                                                      | 10,2 s (12,8 s)             | (10,1 s) |
| Kraftstoffverbrauch auf 100 km (kombiniert) | 6,9 l S | k. A.                      | 8,6 l S                     | 7,0 l S                    | 8,0 l S (8,5 l S)                                                    | 7,3 l S (8,0 l S)           | (9,9 l S) |
| Abgasnorm                                   | Euro 1 | Euro 2                     | Euro 1                      | Euro 2                     | Euro 1                                                               | Euro 2                      | Euro 1 bzw. Euro 2 |
| Bemerkungen                                 | |                            |                             |                            |                                                                      |                             | |
|                                             | Basierte wie alle Vierzylinder bis einschließlich Sonata EF-B auf einer alten Mitsubishi-Konstruktion, dem Sirius, den Hyundai unter Lizenz weiterentwickelte. |                            |                             |                            | Stärkere und mehrventilige Version desselben Motors (siehe 2.0l R4). |                             | Die fast unveränderte Version des bereits in der zweiten Generation angebotenen und in Lizenz gefertigten Sechszylinders von Mitsubishi (6G72). Enthält nun nagelgelagerte Rollen-Kipphebel in der Ventilbetätigung. Der V6 wurde vor allem aus Prestige-Gründen angeboten und war notwendig für einen Erfolg auf dem US-Markt. Zu seinen Stärken zählte eine hohe Laufkultur, nachteilig war der wie beim Vierzylinder hohe Treibstoffverbrauch von 10 l/100 km. Deswegen wurde der Sonata ab Juni 1996 in überarbeiteter Form, optisch wie technisch, angeboten. |

1. ↑  Werte in runden Klammern („( )“) für Automatikgetriebe.

- Wie bei den vorherigen Modellgenerationen war auch für diese kein Dieselmotor im Angebot.

### Sicherheit
Das im Vorgänger optionale ABS wurde nun serienmäßig, ebenso die erstmals verbauten Airbags, die nun Fahrer und Beifahrer schützten.
Für diesen Sonata wurden erstmals Crashtests außerhalb der Entwicklungszentren des Herstellers durchgeführt. Die amerikanische Verkehrssicherheitsbehörde stufte ihn als genauso sicher wie seine Hauptmitbewerber Honda Accord und Toyota Camry ein. Anders als diese wurde der Sonata auch seitlich getestet, wo er auch aufgrund noch fehlender Seitenairbags eine im Brustbereich sehr hohe Belastung für Fahrer und Beifahrer bewirkte (ein bzw. zwei Sterne). Der Kopf- und Beinbereich wurden im US-NCAP-Seiten-Crashtest damals noch nicht gemessen.

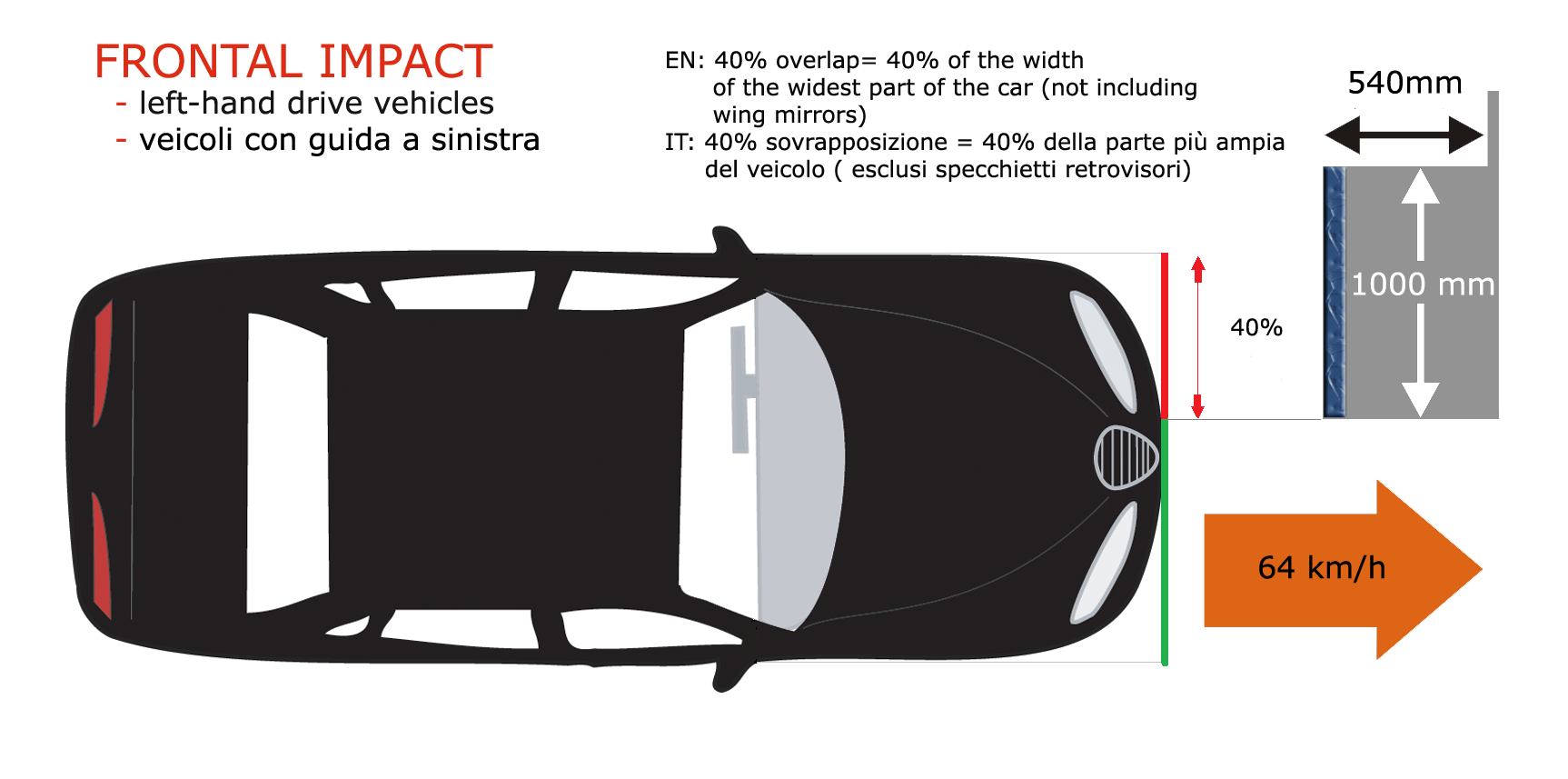
Prinzip des Fronttests im IIHS- und EU-NCAP-Test ist eine versetze Barriere aus Aluminiumwaben.

Das Testverfahren des von Versicherungen gegründeten IIHS zeigte eine an der Dachlinie einknickende Sicherheitszelle im Frontalzusammenstoß mit einem halb versetzten Fahrzeug, das auf der Fahrerseite Kontakt mit dem Sonata hat. Deren Stabilität wurde daher wie der Fußraum des Fahrers als schlecht bewertet. Der des Beifahrers, wie auch Kopf- und Brustbereich beider Frontpassagiere erhielten hingegen die bestmögliche Bewertung. Durch die nachgebende Sicherheitszelle wurde das Fahrzeug dennoch auf die niedrigste Sicherheitsstufe abgewertet, die er mit dem plattformverwandten Mitsubishi Galant aber auch dem höher positionierten VW Passat teilte. Honda Accord und Toyota Camry erhielten leicht bzw. deutlich bessere Ergebnisse, insgesamt aber mit denselben Stärken und Schwächen. Ein Seiten- oder Überrolltest wurde vom IIHS damals nicht durchgeführt.

### Zuverlässigkeit
Ein kanadisches Automagazin stufte den Sonata Y3 mit einer 3+ als unterdurchschnittlich zuverlässig ein. Bewertungen durch Consumer Reports und J.D. Power sind entweder nicht frei verfügbar oder wurden nicht durchgeführt.
Die üblichen Probleme des Modells betreffen das Automatikgetriebe der Modelljahre 1995 bis 1997. Bei der manuellen Schaltung kann das Einlegen des Rückwärtsganges zu Begleitgeräuschen führen, die durch den Einbau überarbeiteter Bauteile gelöst werden (1995 und 1996). In allen Baujahren verkürzt eine nach Wartungsarbeiten nicht richtig angebrachte Batterieabdeckung die Batterielebensdauer durch permanent abfließenden Strom.
Zum Stichtag 1. Januar 2022 waren laut Kraftfahrtbundesamt in Deutschland noch 70 Hyundai Sonata dieser Generation angemeldet.

## EF/EF-B (1998–2017)
| US-NCAP-Crashtest | [ 27 ] |

Mit der im März 1998 präsentierten vierten Generation versuchte der südkoreanische Automobilhersteller, das Fahrzeug mehr dem europäischen Geschmack anzupassen. Da aber auch dieses Modell vornehmlich für den Heimatmarkt in Südkorea und den nordamerikanischen Markt konzipiert wurde, wo der Komfort eines Fahrzeugs wichtiger genommen wird als technische Finessen und sportliche Fahreigenschaften, blieb der große Erfolg auf dem europäischen Markt aus. Gleiches gilt für den nahezu baugleichen Kia Magentis, der die Nutzung der Sonata-Plattform auch für andere Modelle begann (vgl. Modellverwandtschaft).
Im Oktober 2001 erfolgte eine erste Überarbeitung der Frontpartie.

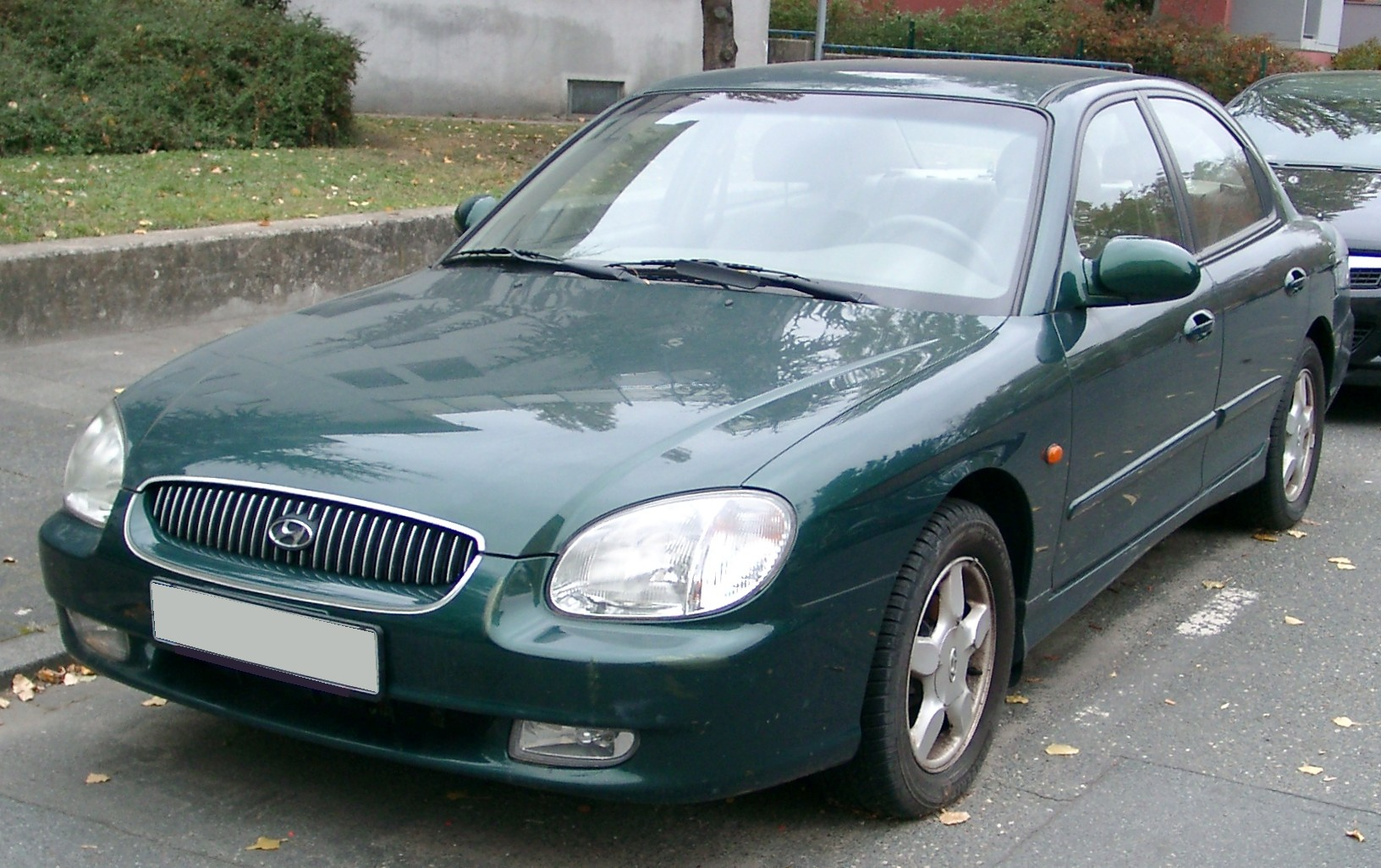
Hyundai Sonata (2001–2002)
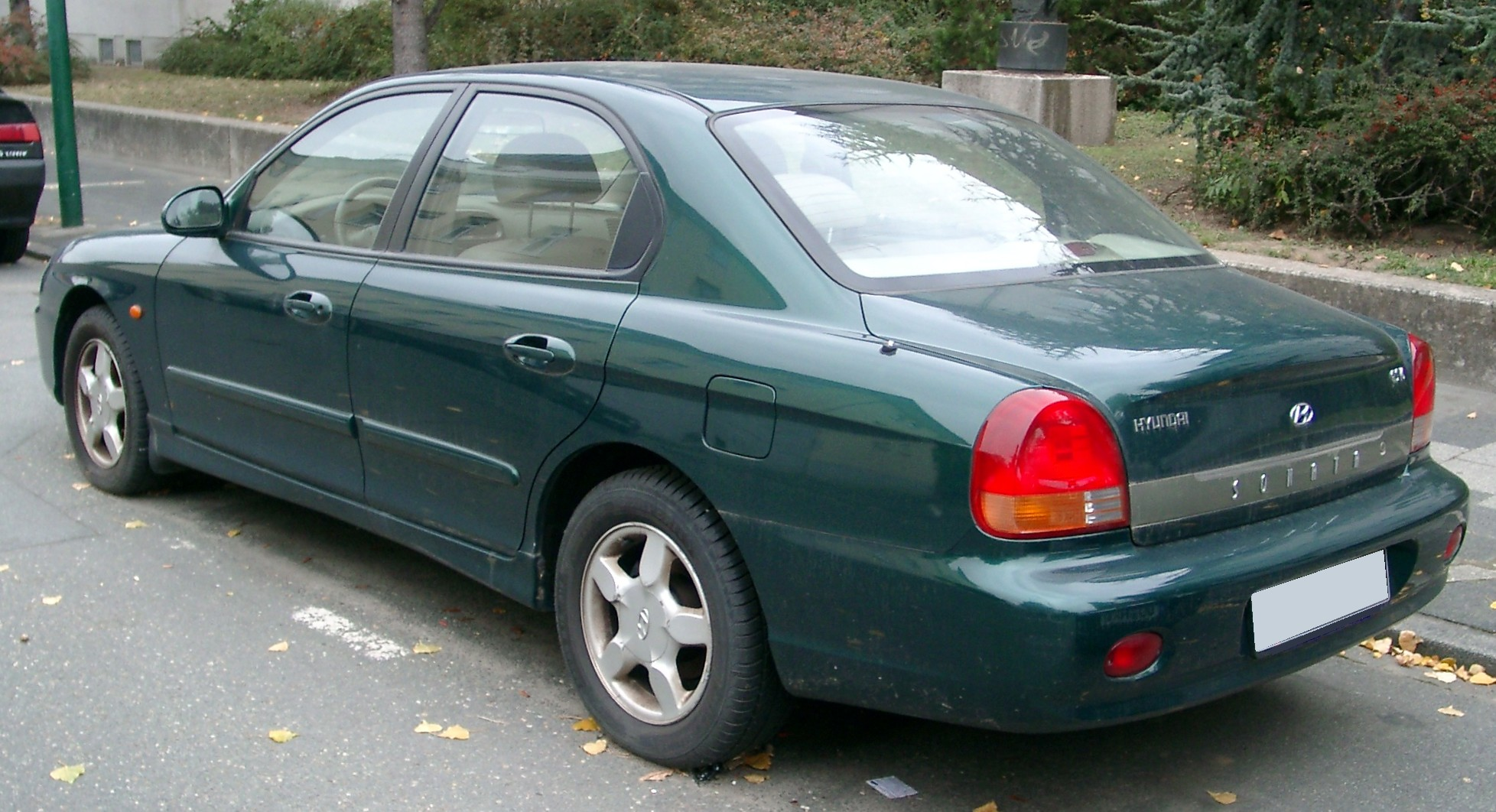
Heckansicht

Bereits im Herbst 2002 erfuhr der Sonata ein weiteres tiefgreifenderes Facelift an Front und Heck (Typ EF-B). Statt des amerikanischen Frontdesigns ähnelte es ab 2002 der Mercedes C-Klasse, das Heck dem Jaguar S-Type. Zudem wurde die Geräuschdämmung verbessert, der Innenraum verlängert, die Karosserie verstärkt und das Handling mit dem Tausch der Zweirohrstoßdämpfer aus koreanischer Produktion durch Sachs-Gasdruckstoßdämpfer direkter. Die Bremsen werden bei wiederholter starker Beanspruchung schwammig, kommen laut Testbericht ihrer Aufgabe aber unvermindert nach. Laut ADAC ist der Bremsweg beim Faceliftmodell zufriedenstellend, die Spurhaltung gut und die Bremskraft sehr fein dosierbar. Der Wagen wird dabei als handlich beschrieben, seine Lenkung reagiere schnell und ausreichend direkt, wodurch der Fahrer gut über die Fahrbahn informiert werde. Nur größere Unebenheiten gebe das Fahrwerk hart an die Insassen weiter. Das Innenraumgeräusch sei niedrig, der getestete Vierzylinder sehr ruhig und kultiviert. Dessen Verbrauch liegt im Alltag bei 8,3 Litern auf 100 km, der des Sechszylinders bei 9,7.

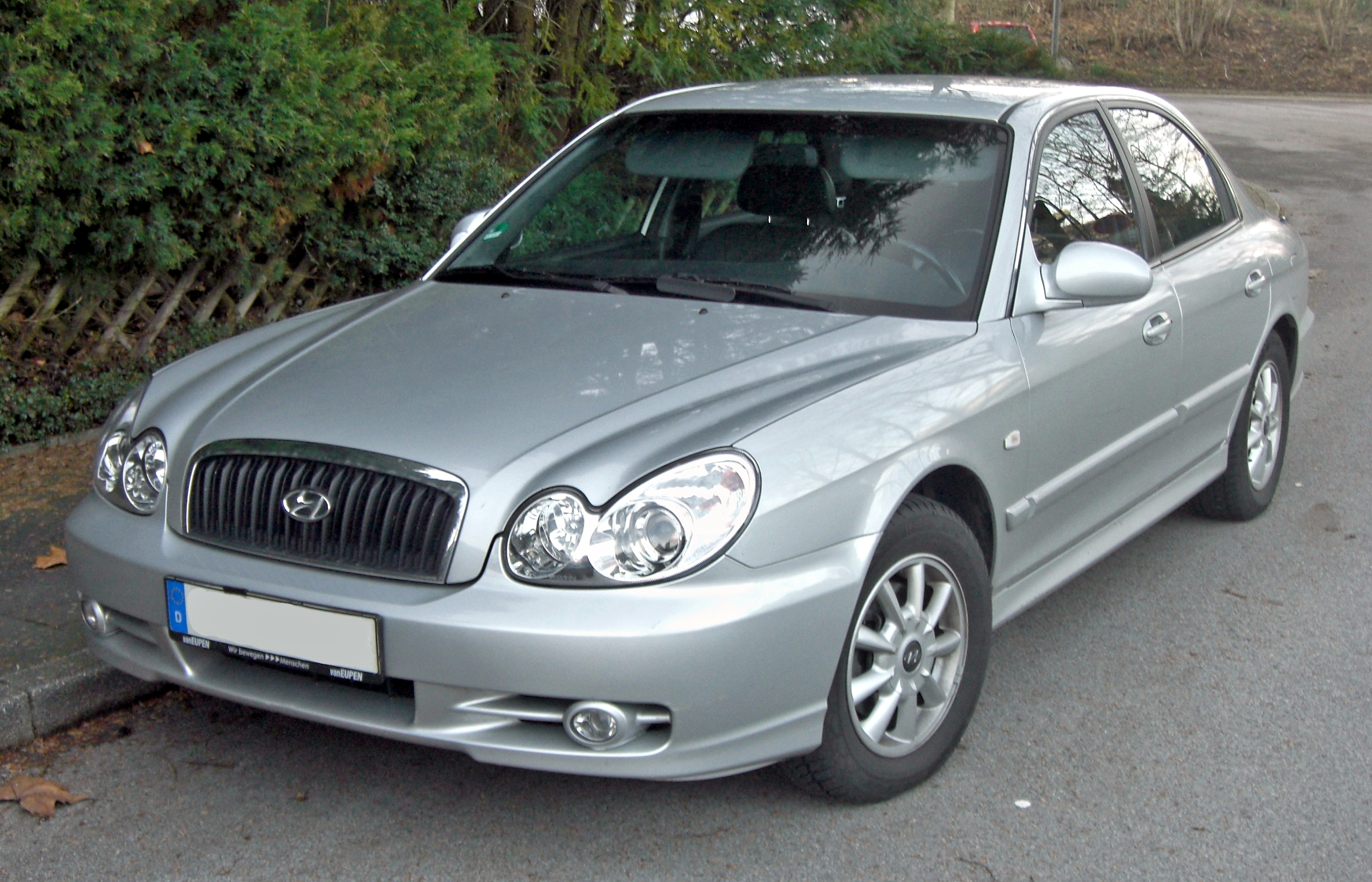
Hyundai Sonata (2002–2005)
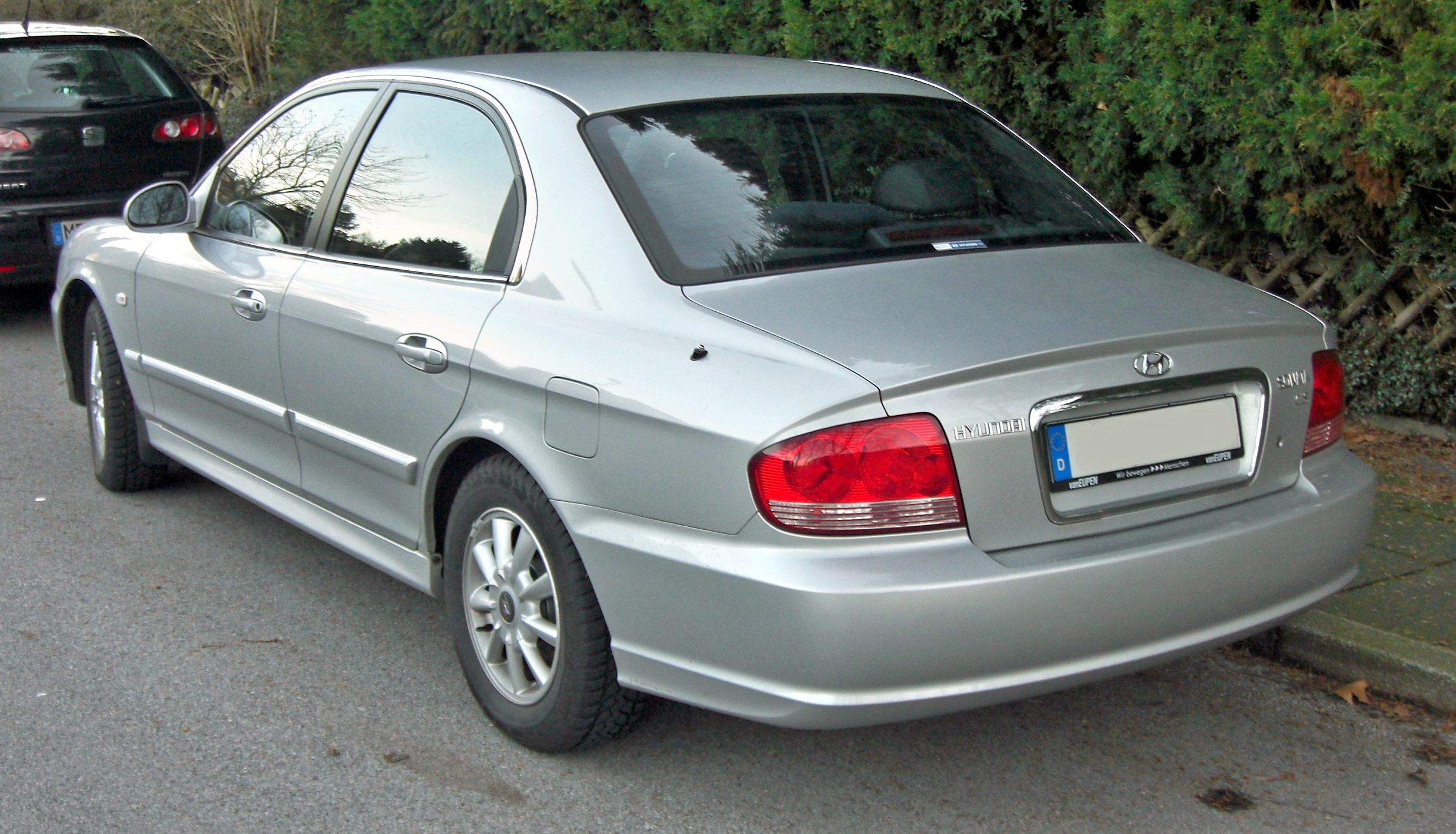
Heckansicht

Die russische TagAZ nahm 2005 die Produktion dieses Sonata-Modells auf, das bis heute unverändert gebaut wird. Der Hersteller wird hier nur am fehlenden Hyundai-Logo auf dem Kühlergrill erkennbar, auf eigene Kennzeichnungen verzichtet TagAZ.
Hyundai selbst fertigte den Sonata EF-B in Peking neben zwei Nachfolgemodellen parallel bis 2017 weiter. 2010 erhielt das Fahrzeug eine Überarbeitung.

### Verkaufsstrategie
Die Kennwerte des Sonata blieben nach wie vor die reichhaltige Serienausstattung, zu welcher nun eine Sicherheitsausstattung mit vier Airbags (Front- und Seitenairbags für Fahrer und Beifahrer) sowie ein Antiblockiersystem zählten, sowie ein günstiger Preis. Die Zuverlässigkeit verbesserte sich, erreichte aber noch nicht das Niveau japanischer Konkurrenten. Bei der Verarbeitungsqualität und der Anmutung der Materialien schloss Hyundai ebenfalls mit der Vergangenheit ab: Der Armaturenträger war größtenteils hinterschäumt, und die nun schwarzen Kunststoffteile und deren Spaltmaße erreichten ein hohes Maß an Verarbeitungsgüte.

### Technische Daten
|                                             | 2,0 | 2,0 | 2,4                          | 2,5 | 2,7 |
| Bauzeitraum                                 | 1998–2001 | 2001–2005 | 1998–2001                    | 1998–2001 | 2001–2005 |
| Motorkenndaten                              | | |                              | | |
| Motortyp                                    | R4-Ottomotor | R4-Ottomotor | R4-Ottomotor                 | V6-Ottomotor | V6-Ottomotor |
| Anzahl Ventile pro Zylinder                 | 4 | 4 | 4                            | 4 | 4 |
| Ventilsteuerung                             | OHC, Zahnriemen | OHC, Zahnriemen | OHC, Zahnriemen              | 2 × DOHC, Zahnriemen/Kette | 2 × DOHC, Zahnriemen/Kette |
| Gemischaufbereitung                         | Saugrohreinspritzung | Saugrohreinspritzung | Saugrohreinspritzung         | Saugrohreinspritzung | Saugrohreinspritzung |
| Motoraufladung                              | — | — | —                            | — | — |
| Kühlung                                     | Wasserkühlung | Wasserkühlung | Wasserkühlung                | Wasserkühlung | Wasserkühlung |
| Bohrung × Hub                               | 85,0 mm × 88,0 mm | 85,0 mm × 88,0 mm | 86,5 mm × 100,0 mm           | 84,0 mm × 75,0 mm | 86,7 mm × 75,0 mm |
| Hubraum                                     | 1997 cm³ | 1997 cm³ | 2351 cm³                     | 2494 cm³ | 2657 cm³ |
| Verdichtungsverhältnis                      | 10,0:1 | 10,0:1 | 10,0:1                       | 10,0:1 | 10,0:1 |
| max. Leistung                               | 100 kW (136 PS) bei 5800/min | 98 kW (133 PS) bei 6000/min | 110 kW (150 PS) bei 5500/min | 118 kW (160 PS) bei 6000/min | 131 kW (178 PS) bei 6000/min |
| max. Drehmoment                             | 180 Nm bei 4600/min | 184 Nm bei 4500/min | 212 Nm bei 3000/min          | 230 Nm bei 3750/min | 245 Nm bei 4000/min |
| Kraftübertragung                            | | |                              | | |
| Antrieb                                     | Vorderradantrieb | Vorderradantrieb | Vorderradantrieb             | Vorderradantrieb | Vorderradantrieb |
| Getriebe, serienmäßig                       | 5-Gang-Schaltgetriebe | 5-Gang-Schaltgetriebe | 5-Gang-Schaltgetriebe        | 5-Gang-Schaltgetriebe | 5-Gang-Schaltgetriebe |
| Getriebe, optional                          | 4-Stufen-Automatikgetriebe | 4-Stufen-Automatikgetriebe | 4-Stufen-Automatikgetriebe   | 4-Stufen-Automatikgetriebe | 4-Stufen-Automatikgetriebe |
| Messwerte                                   | | |                              | | |
| Höchstgeschwindigkeit                       | 200 km/h (190 km/h) | 200 km/h (184 km/h) | >190 km/h                    | 220 km/h (205 km/h) | 216 km/h (210 km/h) |
| Beschleunigung, 0–100 km/h                  | 9,6 s (10,5 s) | 13,3 s (13,2 s) | k. A.                        | 9,3 s | 9,5 s (9,7 s) |
| Kraftstoffverbrauch auf 100 km (kombiniert) | 6,7 l S (7,1 l S) | 7,1 l S (7,3 l S) | 7,8 l S (8,4 l S)            | 7,6 l S | 7,4 l S (8,3 l S) |
| Abgasnorm                                   | Euro 2 | Euro 3 | Euro 2                       | Euro 2 | Euro 3 |
| Bemerkungen                                 | | |                              | | |
|                                             | Überarbeitete Basismotorisierung Sirius II (hydraulische Entkopplung von der Karosserie, zweifache Ausgleichswelle), basierend auf der bisher verwendeten Mitsubishi-Reihe Sirius. | Überarbeitete Basismotorisierung Sirius II (hydraulische Entkopplung von der Karosserie, zweifache Ausgleichswelle), basierend auf der bisher verwendeten Mitsubishi-Reihe Sirius. | Nur für USA                  | Beide völlig neu konstruierte Sechszylinder mit Aluminium-Motorblock. Dieser Motor wurde bis 2010 in verschiedenen Hyundai-Modellen eingesetzt (z. B. Tucson oder Coupé). Er ersetzte die ebenfalls veraltete V6-Reihe von Mitsubishi, welche aber bei der Konzernschwester Kia weiterhin im Opirus eingesetzt wurde. | Beide völlig neu konstruierte Sechszylinder mit Aluminium-Motorblock. Dieser Motor wurde bis 2010 in verschiedenen Hyundai-Modellen eingesetzt (z. B. Tucson oder Coupé). Er ersetzte die ebenfalls veraltete V6-Reihe von Mitsubishi, welche aber bei der Konzernschwester Kia weiterhin im Opirus eingesetzt wurde. |

1. ↑  Werte in runden Klammern („( )“) für Automatikgetriebe.

- Auch für die vierte Generation des Sonata wurde kein Dieselmotor angeboten.

### Sicherheit

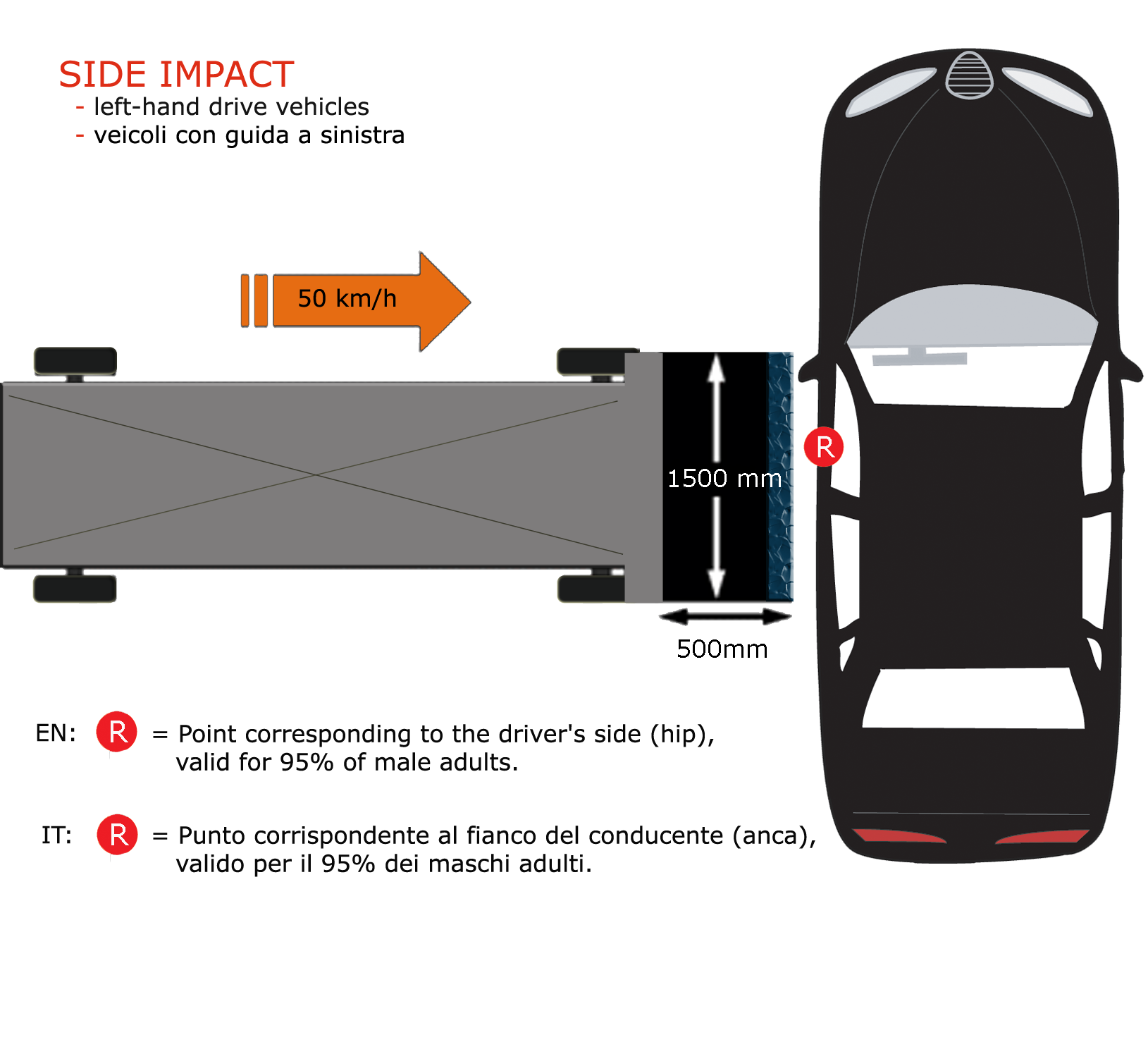
Prinzip des IIHS-Seitentests ist eine 50 km/h schnelle, SUV-gleiche Barriere aus Aluminiumwaben.

Der Sonata EF erhielt serienmäßig Seitenairbags und eine Traktionskontrolle, jedoch kein ESP, wie es damals schon größere Verbreitung fand.
Im US-NCAP-Crashtest erhielt der Sonata im Front- und Seitentest für Fahrer und Beifahrer jeweils vier Sterne. Das versicherungseigene IIHS bewertete das Fahrzeug differenzierter. So war im Seitentest der Kopf des Fahrers bestmöglich geschützt, alle anderen Körperregionen jedoch in die niedrigste Sicherheitsstufe eingeordnet. Genau umgekehrt verlief die Messung für den dahinter sitzenden Fondpassagier. Dessen Kopf war wegen des nicht vorhandenen Vorhangairbag kaum geschützt, alle anderen Bereiche jedoch bestmöglich bewertet. Die Karosseriestruktur insgesamt wurde im Seitentest mit der niedrigsten Stufe bewertet, auch im Fronttest nur eine Stufe besser mit marginal, da sie wie beim Vorgänger an der Dachlinie einknickte. Der Fußbereich erhielt beim Fronttest mittlere Bewertungen, alle anderen Bereiche jedoch die bestmögliche, inklusive der gut kontrollierten Bewegungen der Dummys. Damit liegt die Frontstabilität leicht unter dem Niveau der damaligen Konkurrenz, die Seitenstabilität aber auf dem von Mitbewerbern ohne Seitenairbags.

### Zuverlässigkeit
Die US-amerikanische Verbraucherzeitschrift Consumer Reports bewertete nach einer Umfrage unter 800.000 Fahrzeugbesitzern 2004 den Hyundai Sonata als das zuverlässigste Fahrzeug. Die Umfrage war die bis dahin größte von einer unabhängigen Organisation durchgeführte. J.D. Power ordnet diesen Sonata als leicht überdurchschnittlich zuverlässig ein, diese Wertung erhalten dabei alle abgefragten Fahrzeugbereiche. Befragt wurden jeweils Fahrer dreijähriger Modelle. Bis einschließlich des Modelljahrs 2003 war vor allem das Automatikgetriebe von Problemen betroffen, danach gilt es als zuverlässig. Das schwer zu schaltende Getriebe der Modelljahre 1999 und 2000 mit Handschaltung ging durch den Einbau überarbeiteter Bauteile leichter. Im Modelljahr 2002 konnte durch eine abrutschende Luftführung der Temperatursensor der Klimaautomatik die Innenraumtemperatur nicht mehr messen und regelt dann anhand der des Motorraums. Ungewöhnliche Geräusche an Vorder- und Hinterachse können bei Fahrzeugen des gleichen Modelljahrs durch überarbeitete Stabilisatoren behoben werden. 2010 hat Hyundai eine Serviceaktion begonnen, bei der ein eventuell zu stark rostender Vorderachsträger kostenfrei ausgewechselt wird. Hierzu wird die Dicke des Trägers an verschiedenen Stellen gemessen. Die ursprünglich gegebene Durchrostungsgarantie betrug für den Sonata sechs Jahre.

### Modellverwandtschaft
Der Hyundai Sonata der vierten Generation (interner Modellcode EF) lieferte die technische Basis für die Konstruktion des ersten Crossover/Offroad-Modells der Marke, den Hyundai Santa Fe. Der Santa Fe war und ist auf dem nordamerikanischen Markt ein Verkaufserfolg, der entscheidend dazu beitrug, den Bekanntheitsgrad der Marke zu steigern. Auch in Europa war der Erfolg dieses Modells beachtlich.
Weitere auf dieser Plattform basierende Modelle sind der Hyundai Trajet und der Kia Magentis.

## NF (2004–2010)
| Euro-NCAP-Crashtest |
| US-NCAP-Crashtest   |

Die vollkommen neu gestaltete fünfte Generation (interner Modellcode NF) wurde im August 2004 in Südkorea eingeführt, in Europa kam sie im Januar 2005 auf den Markt. Sie verfügt, anders als Vorgänger und Nachfolger über keine gemeinsame Plattform mit dem Kia Magentis. Erstmals mit diesem Modell kommt ein 2,0-Liter-Dieselmotor zum Einsatz, wie die Ottomotoren mit 2,4 und 3,3 Litern Hubraum allesamt vollständig neu entwickelt.

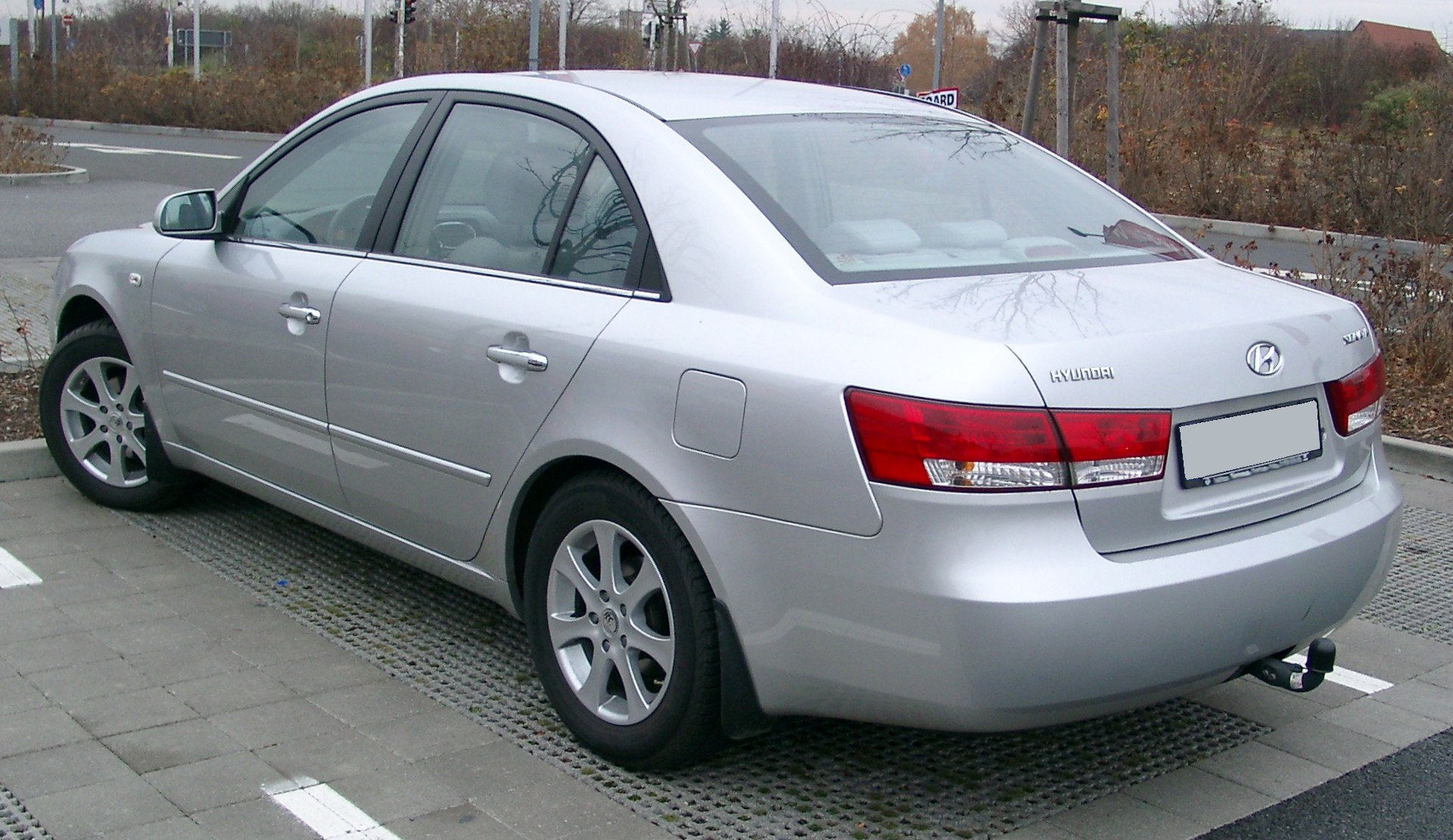
Heckansicht
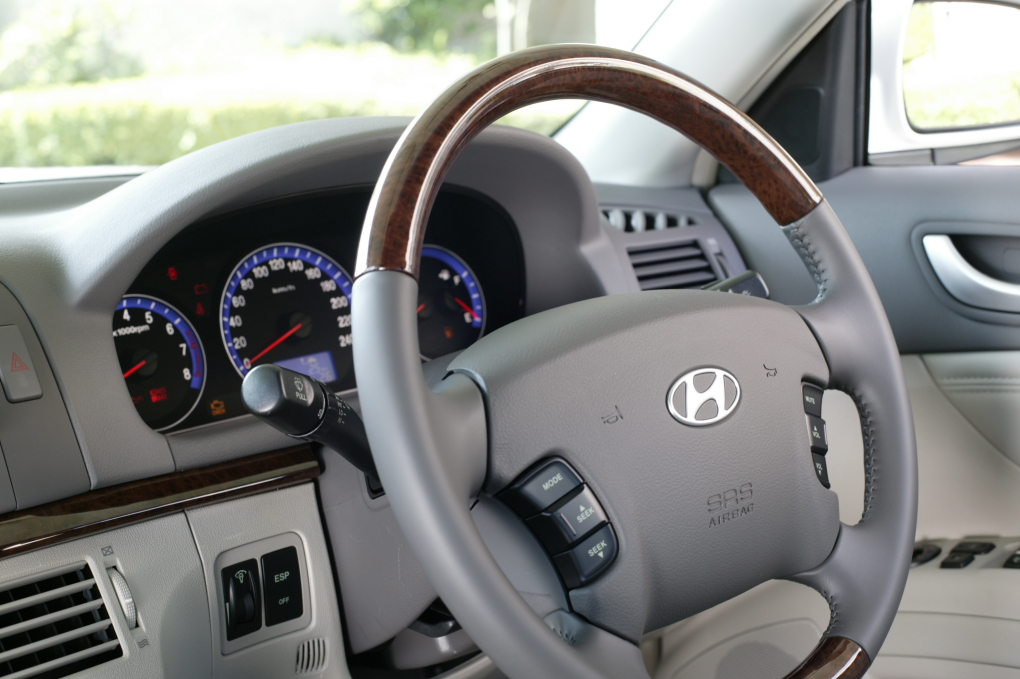
Interieur (hier Rechtslenkerversion)

### Motoren
Ottomotoren:
- 2.4 R4 (119 kW/162 PS): Dieser Motor wurde in Kooperation mit damaligen Daimler-Chrysler-Konzern während der drei Jahre andauernden Zusammenarbeit (2001–2004) entwickelt. Durch diesen globalen Hintergrund erhielt er die Bezeichnung Weltmotor. Die Steuerzeiten der Nockenwelle sind variabel (damals ein Novum bei Hyundai). Er ersetzte den 2.7 V6 des Vorgängers (der 2.0 R4 wurde in der Schweiz nicht angeboten), wobei das Drehmoment um 31 Nm und die Leistung um 4 kW bzw. 11 PS geringer ausfielen.(2.7 V6: 250 Nm 127 kW/173 PS)
- 3.3 V6 (173–184 kW/235–250 PS): Dieser Motor war im gesamten Hyundai-Portfolio der zweitstärkste in Europa erhältliche Ottomotor der Marke; nur übertroffen vom nahezu baugleichen 3.8 V6 im Kia Opirus und Hyundai Grandeur. In den USA bzw. Südkorea sind für größere Fahrzeuge (Hyundai Equus) auch Ottomotoren bis 315 kW erhältlich. Im Zuge des Sonata-Facelifts Anfang des Jahres 2009 wurde die Leistung um 9 kW bzw. 15 PS erhöht.

Dieselmotoren:
Erstmals wurde in der fünften Generation des Sonata auch ein sehr moderner Common-Rail-Dieselmotor mit Garrett-VTG-Turbolader eingesetzt, den Hyundai teilweise im europäischen Powertrainzentrum in Rüsselsheim entwickelte. Er wird unterdessen auch in vielen anderen Modellen der Marke und des Schwesterunternehmens Kia eingesetzt.
- 2.0 CRDi mit Reihenvierzylinder mit 1991 cm³ Hubraum und 103 kW (140 PS) 2006–2008
- 2.0 CRDi mit Reihenvierzylinder mit 1991 cm³ Hubraum und 110 kW (150 PS) 2008–2010

### Sicherheit
Die Sicherheitsausstattung des Sonata war zum Zeitpunkt seiner Markteinführung auf dem Stand der Zeit und lässt gegenwärtig nur optionale Fahrerassistenzsysteme vermissen. Sie umfasste im März 2005 bereits sechs serienmäßige Airbags (Front- und Seitenairbags für Fahrer- und Beifahrer sowie Windowbags über die gesamten seitlichen Fensterflächen) und erstmals in einer Hyundai-Limousine ein serienmäßiges ESP. Außerdem zählen Aktive Kopfstützen und Gurtwarner zur Serienausstattung.
Beim Euro-NCAP-Crashtest im Jahr 2006 erreichte der Sonata ein Ergebnis von 27 von 37 möglichen Punkten und 4 von 5 Sternen. Die anders ausgerichteten Crashtests der US-Verkehrssicherheitsbehörde (siehe US NCAP) absolvierte der Sonata mit dem bestmöglichen Ergebnis von 5 Sternen. Er zählt nach der Bewertung der US-amerikanischen Fachzeitschrift Consumer Reports damit zu den sichersten Mittelklassewagen auf dem nordamerikanischen Markt. Wiederum andere Verfahren nutzt das von Versicherungen gegründete IIHS (zu diesem siehe Einleitungstext). Es prüft beispielsweise nicht nur die Überschlagwahrscheinlichkeit (US-NCAP), sondern führt diesen aus. Heck- und Frontstabilität werden vom IIHS in die beste Kategorie eingestuft, die beim Überschlag ermittelte aber als marginal bezeichnet, beim eigentlich sehr gut absolvierten Seitencrash wird die Verletzungsgefahr für Hüfte und Beine des Fahrers als hoch eingestuft, sodass auch die Seitenstabilität insgesamt auf marginal abgestuft wird. Der US-NCAP prüft seitlich nur im Brustbereich die Verletzungsgefahr, wo der Sonata guten bis sehr guten Schutz bietet. Insgesamt erreicht das Fahrzeug damit eine akzeptable Sicherheitswertung im IIHS-Test.

### Zuverlässigkeit

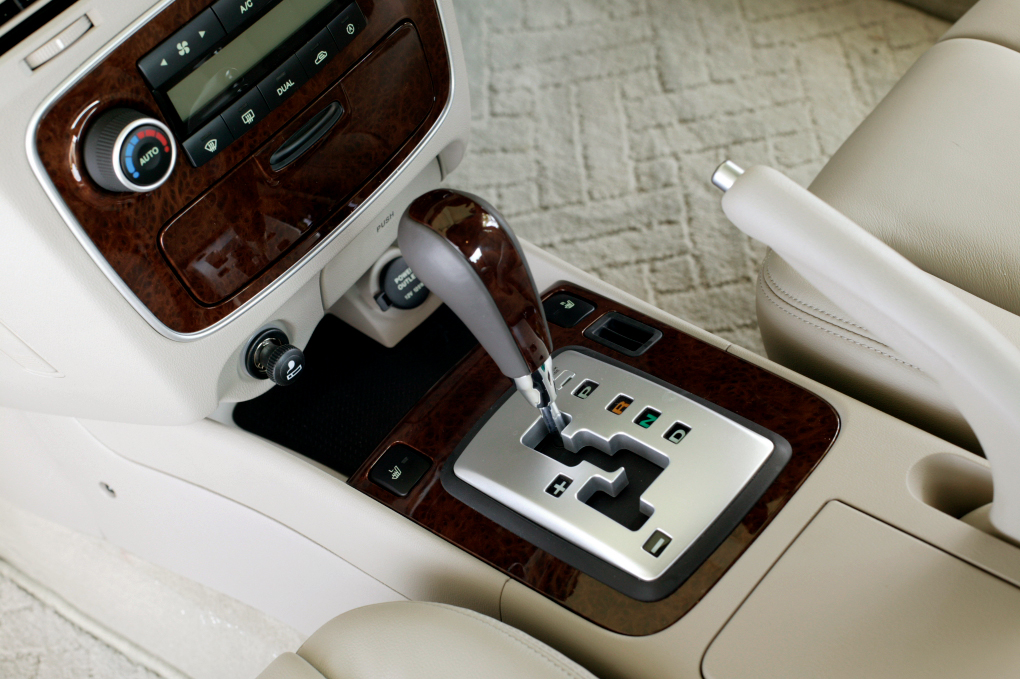
Das Automatikgetriebe war im ersten Baujahr etwas auffällig.

Die Zuverlässigkeit erreicht bei der fünften Generation ein sehr gutes und damit überdurchschnittliches Niveau. Laut Befragungen von Inhabern durch die US-amerikanische Fachzeitschrift Consumer Reports, sowie J.D. Power ist die Zuverlässigkeit sehr gut und auf dem Niveau japanischer Konkurrenzmodelle. So zählen die Elektronik- und Antriebszuverlässigkeit zu den Klassenbesten, die Karosserie- und Innenraumhaltbarkeit jedoch nur zum Mittelfeld. Abgefragt werden beim letzten Punkt Windgeräusche, Klappern, Leckagen sowie der Zustand von Lack und Innenraummaterialien. In Deutschland wurde der Sonata zu selten verkauft, um in Pannenstatistiken aufgeführt zu werden.
Die seltenen Probleme konzentrieren sich auf das Automatikgetriebe im Modelljahr 2006. Weitere Problemstellen können eine um 5 bis 10 °C ungenaue Außentemperatur-Anzeige in Fahrzeugen mit Klimaautomatik sein (Modelljahr 2006), eine durch elektromagnetische Störfelder vorübergehend aufleuchtende Reifendruckwarnleuchte (2006 und 2007) und ein Sensor im elektronischen Gaspedal des V6-Modells (2006 und 2007), der bei Defekt zu einem Notlaufprogramm mit etwa 20 km/h Maximalgeschwindigkeit aber keiner selbsttätigen Beschleunigung führt. Für die Modellpflege werden keinerlei Auffälligkeiten aufgeführt.

### Modellpflege
Im Herbst 2008 wurde der Sonata überarbeitet. Entgegen Vermutungen, nach denen das Modell in i40 umbenannt werden sollte, wird auch in Deutschland die bisherige Namensbezeichnung beibehalten. Im Zuge dieser Modellpflege wurde die Frontpartie leicht überarbeitet. Zudem erhielt der Sonata ein neu gestaltetes und nun höherwertiges Armaturenbrett. Auch die Motorenpalette wurde überarbeitet: Der 2,4-Liter-Ottomotor wurde durch ein neues Theta-II-Aggregat mit 2,0 Litern Hubraum ersetzt, die Leistung blieb mit 121 kW (165 PS) nahezu unverändert. Auch der 3,3-Liter-V6 mit 184 kW (250 PS) und der 2,0-Liter-Diesel, nun mit 110 kW (150 PS), gewannen an Leistung.
Im Frühjahr 2010 wurde der Verkauf in Deutschland eingestellt und der Sonata erstmals seit dortigem Markteintritt 1991 ein Jahr pausiert. In anderen europäischen Staaten wie Österreich wurde er bis zur europaweiten Ablöse durch den Hyundai i40 angeboten.

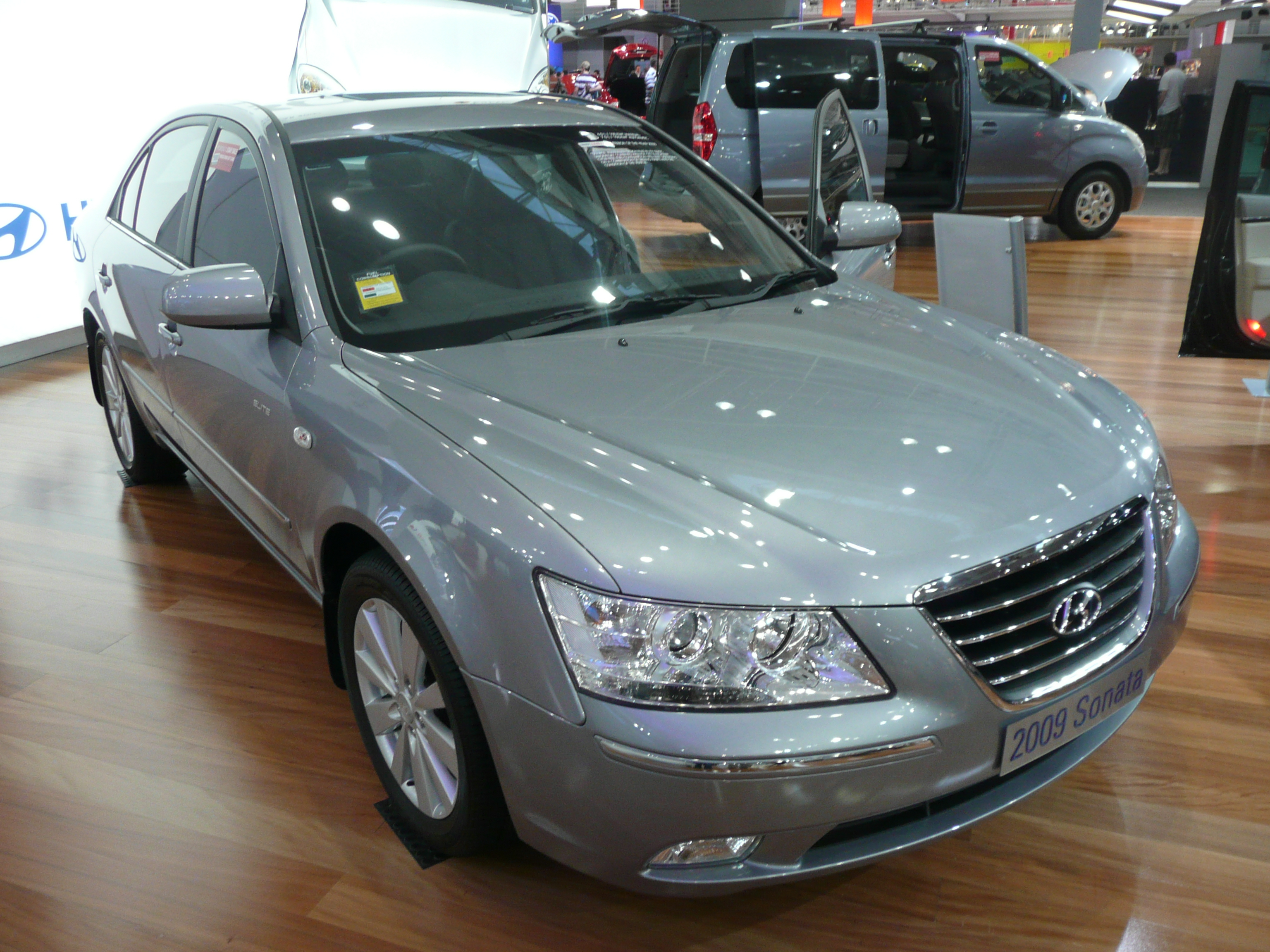
Hyundai Sonata (2008–2010)
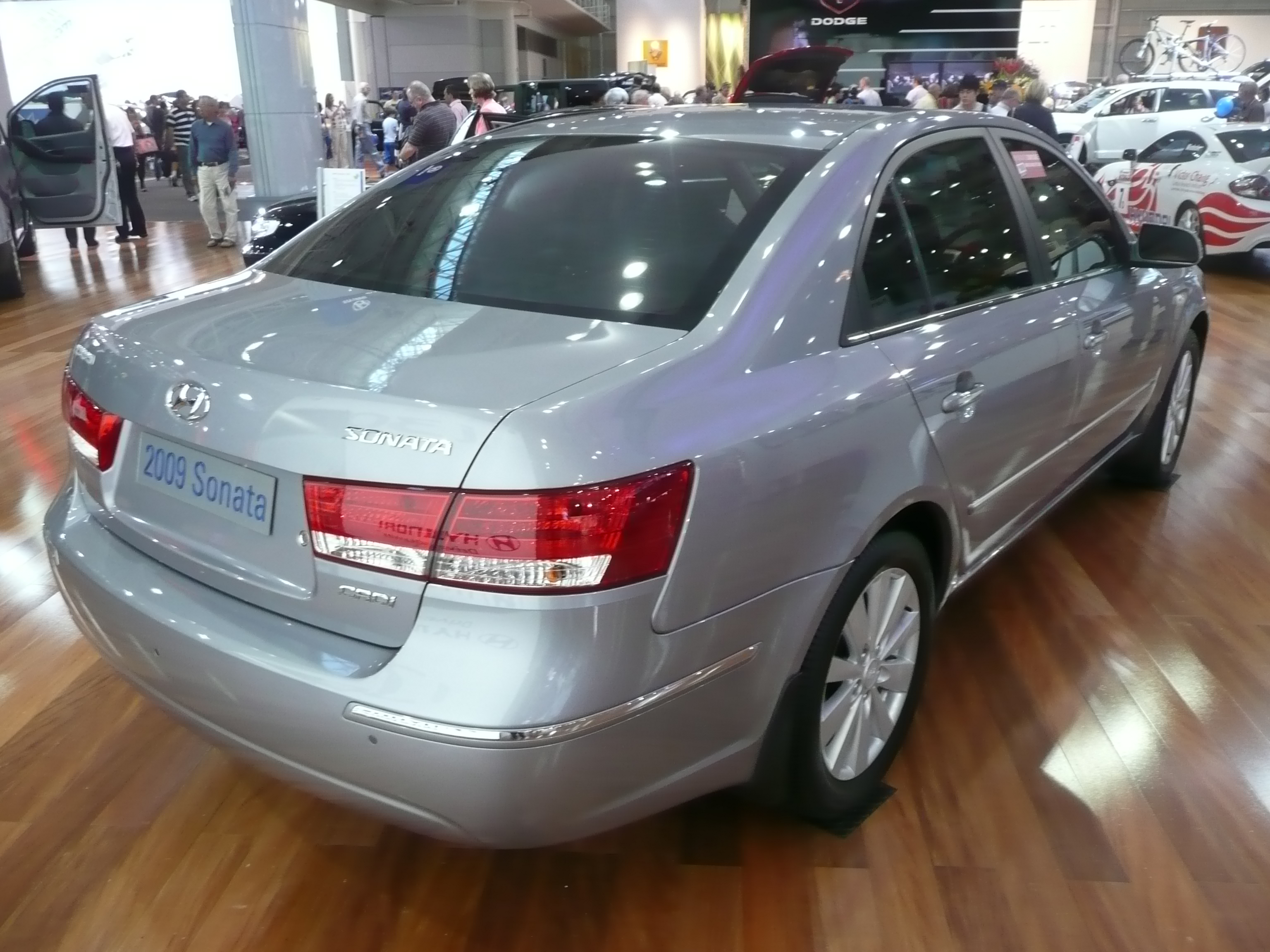
Heckansicht
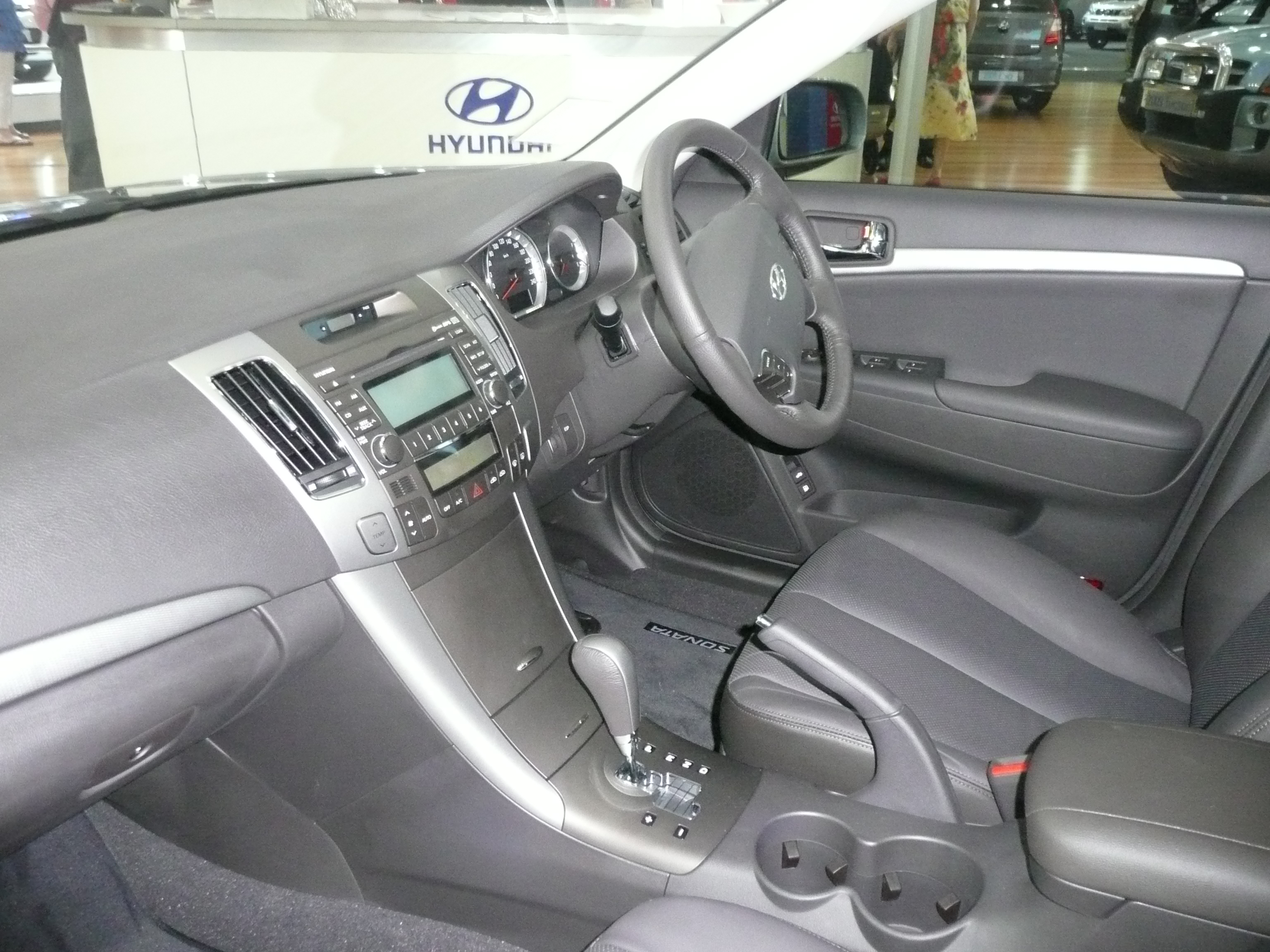
Interieur

### Besonderheiten

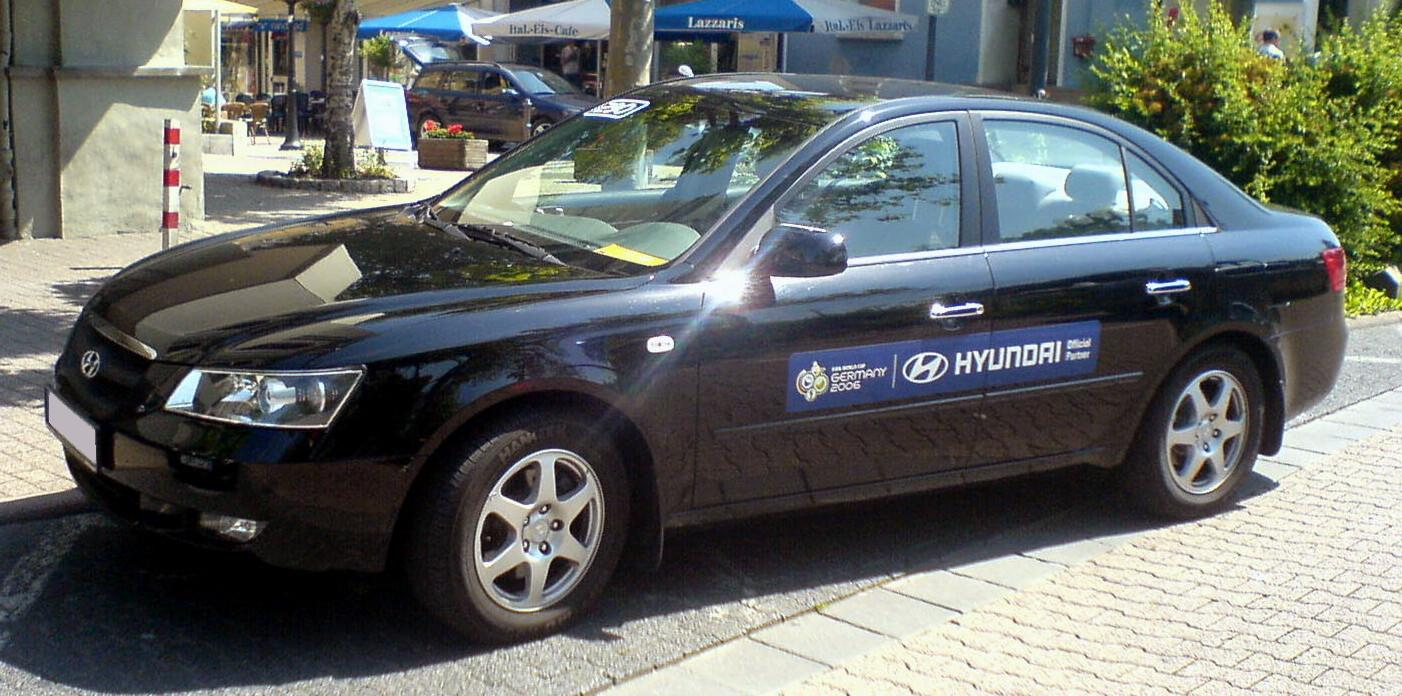
Der Sonata als FIFA-Carrier

In Deutschland hatte das Vorgängermodell mit 1.212 Zulassungen 2004 den Status eines Nischenmodells, für das Jahr 2005 wurde für die neue Generation eine Stückzahl von rund 2.000 angestrebt, jedoch auch 2006 nur 1.379 erreicht – ein Zwanzig- bis Vierzigstel von Ford Mondeo (28.108) und Škoda Octavia (56.745). In den USA war diese Generation mit 100.000 bis 150.000 Verkäufen jedoch das meistverkaufte Modell der Marke. Dort wurde, vorwiegend für die Produktion des Sonata, ein neues Werk in Montgomery, Alabama (Hyundai Motor Manufacturing Alabama), errichtet.
Diese Sonata-Generation ist als einzige mit einem Dieselmotor erhältlich gewesen. Wie ihr Vorgänger bildete sie die Plattform für den Santa Fe. Der Sonata war Bestandteil der Fahrzeugflotte für die FIFA WM 2006.

## YF (2009–2016)
| US-NCAP-Crashtest | Fünf Sterne im US-NCAP-Crashtest |

Mit dieser Generation separiert Hyundai erstmals seine Mittelklasse für verschiedene Kontinente. Für Europa wurde ein separates Fahrzeug auf der Plattform des Sonata YF entwickelt, das Mitte 2011 als Hyundai i40 veröffentlicht wurde. Es basiert auf dem 2010 auf dem Genfer Salon präsentierten Hyundai i-flow.
Die Entwicklung der sechsten Generation mit der internen Bezeichnung YF begann 2005 und kostete 450 Milliarden ₩ (ca. 260 Mio. €). Der Verkauf in Südkorea begann am 2. September 2009 mit dem vom Vorgänger übernommenen 2,0-Liter-Motor mit 121 kW (165 PS). Das Design wurde komplett überarbeitet, Hyundai bezeichnete die neue Formensprache als Fluidic Sculpture (als fließende Skulptur).
Der neue Sonata ist durch den verstärkten Einsatz von Aluminium um ca. 100 kg leichter als sein Vorgänger, und der cw-Wert beträgt 0,29. V6-Motoren kommen nicht mehr zum Einsatz, wodurch der vordere Hilfsrahmen leichter gefertigt werden kann. Diese Maßnahmen tragen zu einer Reduzierung des Kraftstoffverbrauchs bei.

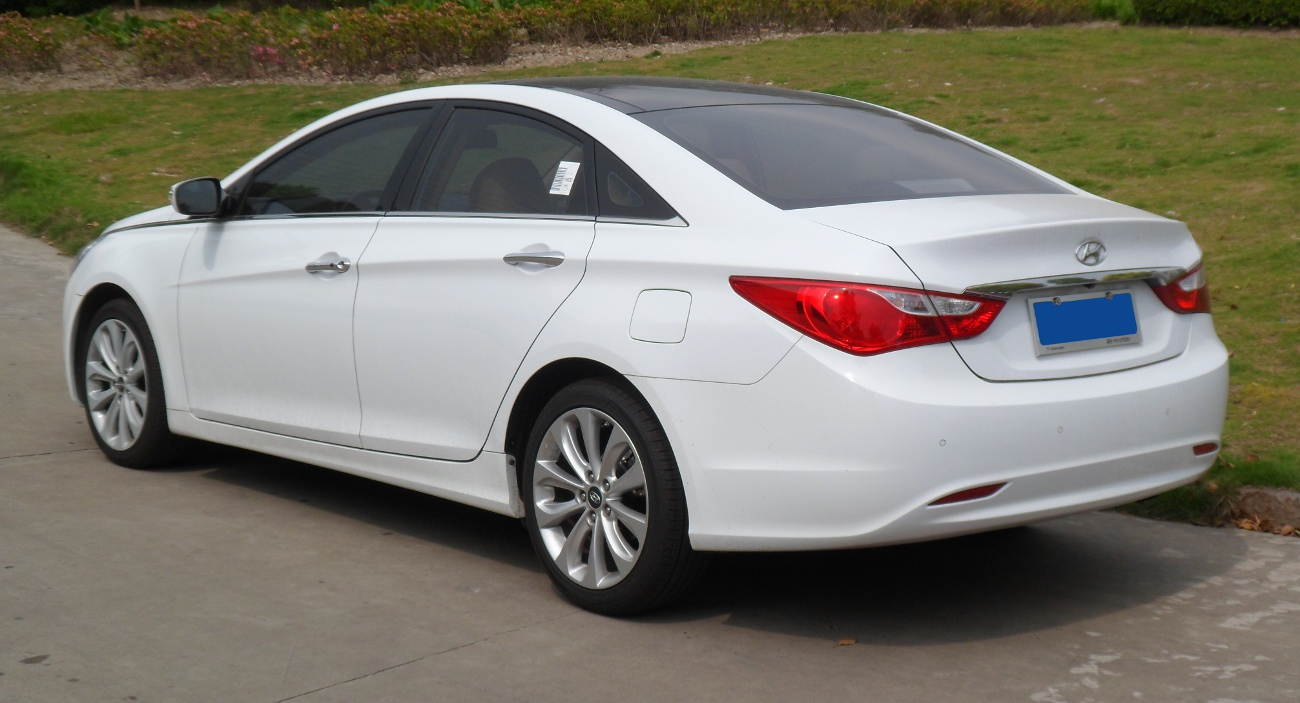
Heckansicht
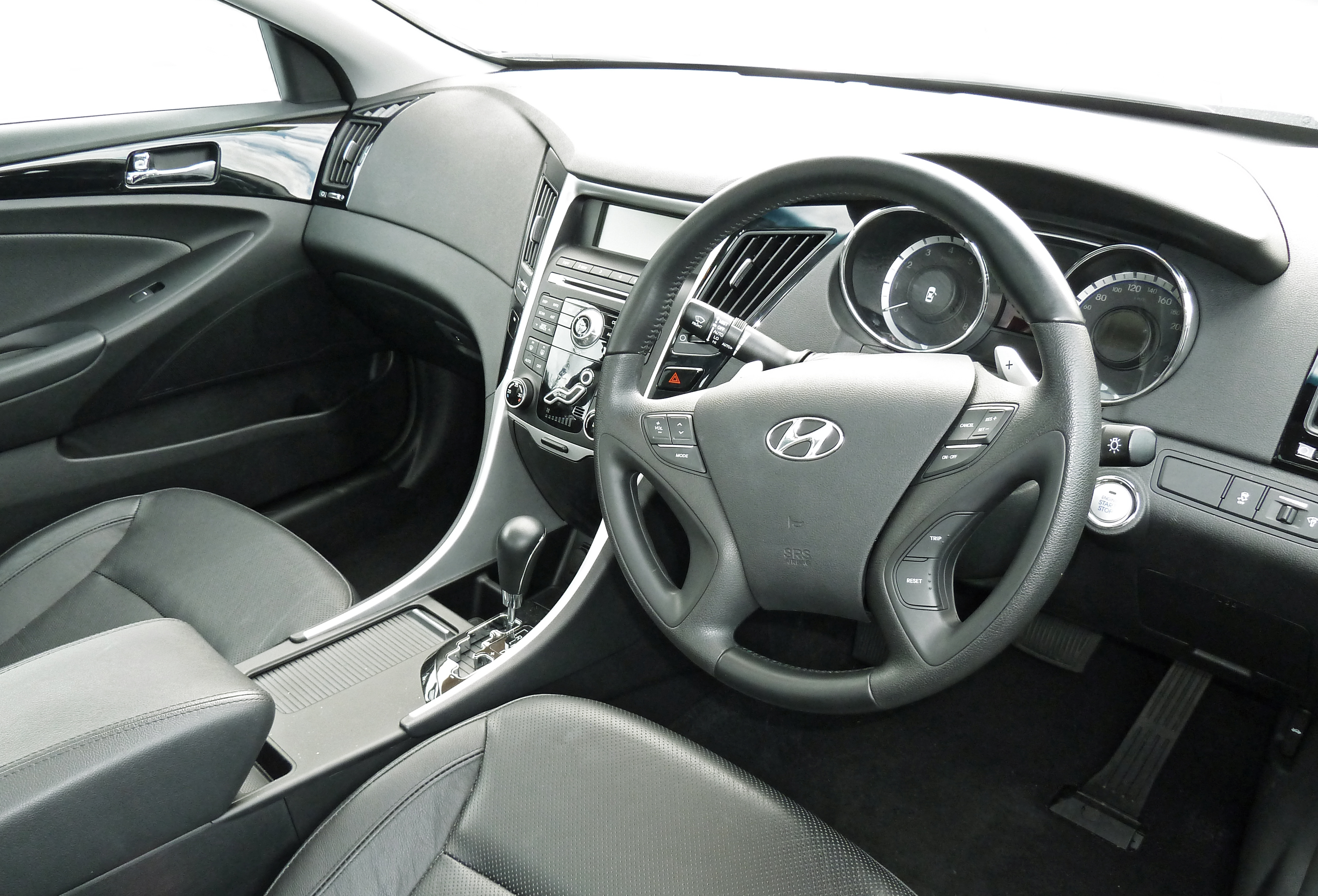
Innenraum (hier Rechtslenkerversion)

### Motoren
Für die US-Premiere 2010 wurde ein neuer 2,4-Liter-Vierzylinder mit Benzindirekteinspritzung vorgestellt, mit 201 PS (148 kW) bei 6300 min−1 und einem maximalen Drehmoment von 250 Nm bei 4250 min−1. Dieser „Theta II GDI“ wird wahlweise mit einem 6-Gang-Automatik- oder Schaltgetriebe kombiniert und war dort bis Ende 2010 die einzige Motorisierung. Zu diesem Zeitpunkt folgte eine Turboversion mit 2,0-l-GDI und 201 kW (274 PS).
Kurzfristig auf März 2011 verschoben wurde die Voll-Hybrid-Version des Sonata, die nur in den USA und Kanada erhältlich ist. Grund war ein im Januar von der US-Regierung verabschiedetes Gesetz, das „in naher Zukunft“ die Erzeugung künstlicher Geräusche für den Elektrobetrieb von Autos vorsieht. Zur Vermeidung einer Rückrufaktion entschied sich Hyundai zum sofortigen Einbau eines solchen Systems. Der cw-Wert wird im Hybrid auf 0,25 abgesenkt, der 2,4-Liter-Motor im Atkinson-Zyklus betrieben. Der Ottomotor leistet 124 kW (169 PS), der Elektromotor 29 kW (40 PS). Der kombinierte Verbrauch im praxisnahen nordamerikanischen EPA-Rating wird mit 6,2 l auf 100 km angegeben. Innen ersetzt ein „EcoGuide“ mit blauem und rotem Bereich die Drehzahlskala und bewertet den Fahrstil auf Effizienz. Mittig erscheinen Hinweise zum aktuellen Fahrzustand des Hybridsystems.

### Märkte und Karosserievarianten
In Südkorea und den USA ist das Fahrzeug weiterhin als Sonata erhältlich, in Australien wurde es in i45 umbenannt.
Die für Europa entwickelte Version wird seit Herbst 2011 angeboten und heißt i40. Die Produktion findet im weltgrößten Automobilwerk in Ulsan statt. Erstmals entwickelte der Konzern dabei für seine Mittelklasse auch eine Kombiversion („i40 cw“), die vom europäischen Entwicklungszentrum in Rüsselsheim abgestimmt wurde. Sie wird später mit der oben beschriebenen Hybridtechnik als Dieselhybrid erhältlich sein, was für diese Karosserieform eine Weltpremiere darstellt. Die Stufenheckvariante folgt im Frühjahr 2012.
Über eine Cabriovariante des Sonata wird derzeit entschieden. In dieser besonders in Nordamerika üblichen Fahrzeugkategorie haben sich die preislich vergleichbaren Mitbewerber Toyota Solara und Chrysler Sebring zurückgezogen.

### Sicherheit
Die Sicherheitsausstattung entspricht der des Vorgängers und umfasst sechs Airbags, ein serienmäßiges ESP, ein Reifendruckkontrollsystem, aktive Kopfstützen vorn und ein Isofix-Kindersitzsystem. Weitere Fahrerassistenzsysteme wie ein Spurhalteassistent sind nur im europäischen, mit dem Sonata verwandten i40 oder größeren Limousinen wie dem in Europa nicht erhältlichen Grandeur vorhanden.
Die amerikanische Verkehrssicherheitsbehörde misst im US-NCAP-Crashtest seit 2011 mehr Punkte am Dummy und ergänzte einen Pfahltest, ähnlich dem des Euro NCAP, bei dem das Fahrzeug seitlich an einen baumähnlichen Pfosten geschoben wird. Hyundai besserte hierauf hin den Sonata am 2. Juli und 7. September 2010 nach und verbesserte so die Bewertung für den Frontalaufprall von drei auf vier Sterne. Bein Seiten- und Pfahlaufpralltest blieb indes bei der Maximalwertung von fünf Sternen, auf die sich auch das Gesamtergebnis verbesserte. Das versicherungseigene IIHS testet im Frontbereich anstelle der starren Wand des US NCAP mit einer seitlich versetzten, fahrzeugähnlichen Barriere und seitlich mit einer SUV-gleichen, anstelle der limousinengleichen Barriere im US NCAP. Zudem führt es einen Überroll- und Auffahrtest durch. Alle genannten Tests wurden an allen Messpunkten mit der bestmöglichen Bewertung good absolviert. Damit erhält der Sonata automatisch den Top Safety Pick Award und wird von amerikanischen Versicherungen zum Kauf empfohlen.

### Zuverlässigkeit

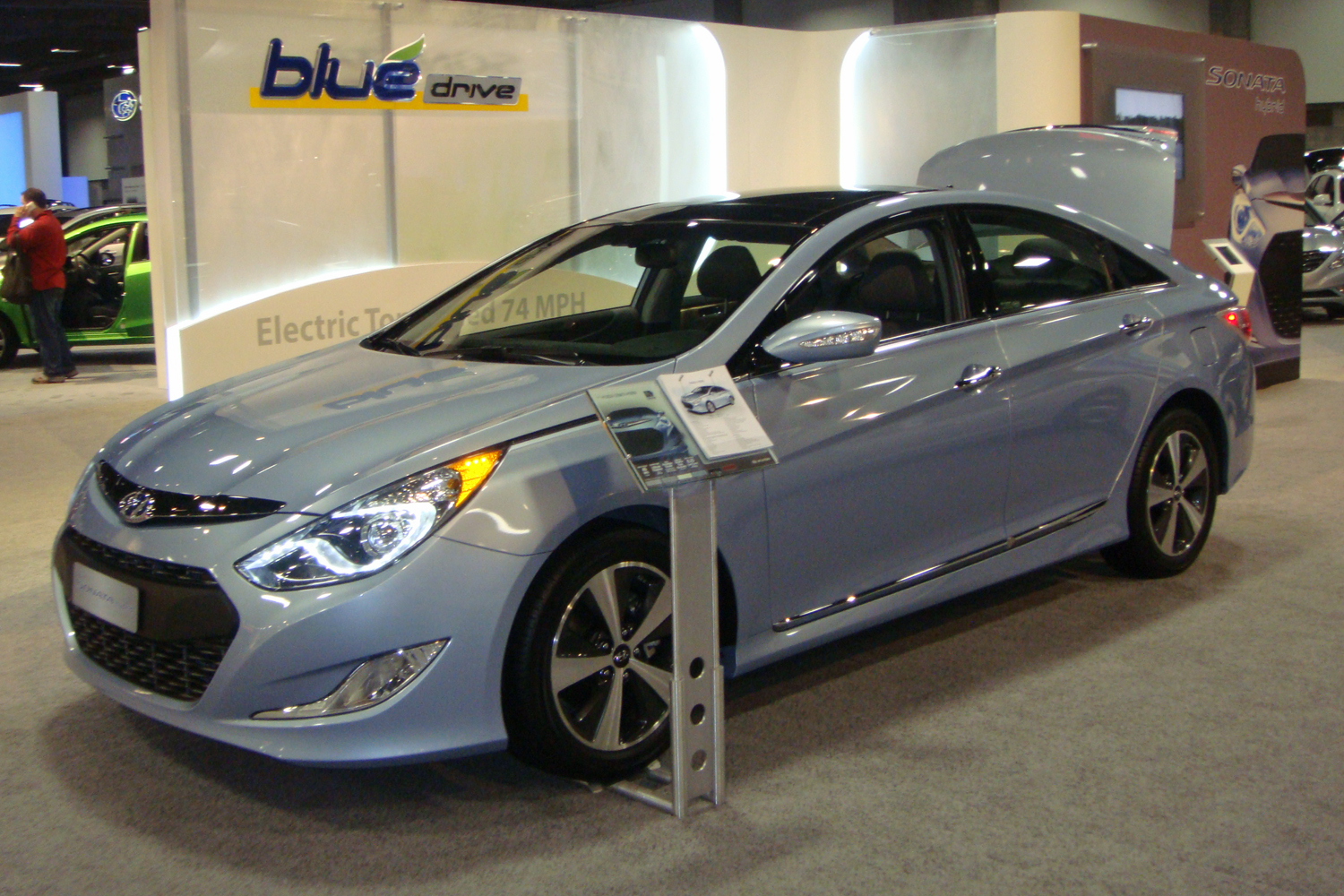
Sonata Hybrid mit LED-Tagfahrlicht, derzeit noch ohne Zuverlässigkeitswertung.

Die einzige bislang verfügbare Statistikquelle für diese Generation ist TrueDelta. Deren Ansatz ist das fortlaufende Eintragen von Problemen durch die Fahrer und das Verfügbarmachen dieser Details. Hierin unterscheidet sich TrueDelta von J.D. Power, die nur einmalig nach drei Jahren befragen und nur eine Gesamtwertung veröffentlichen. Gleich sind jedoch beider Wertungen für vergangene Sonata-Generationen. Das Modelljahr 2011 befindet sich bei TrueDelta in der Spitzengruppe, eine Stufe unter dem Klassenbestwert. Dieses Ergebnis ist bemerkenswert, da es sich um das erste Produktionsjahr eines völlig neu konstruierten Fahrzeugs handelt.

## LF (2015–2021)
Die siebte Generation des Sonata wurde Ende März 2014 in Südkorea vorgestellt. Die US-Version des Sonata präsentierte Hyundai im April 2014 auf der New York International Auto Show. Seit November 2015 ist außerdem eine Plug-in-Hybrid-Version erhältlich.
Auf der NYIAS 2017 stellte Hyundai die überarbeitete Version des Sonata vor. Diese kam im Sommer 2017 zu den Händlern.

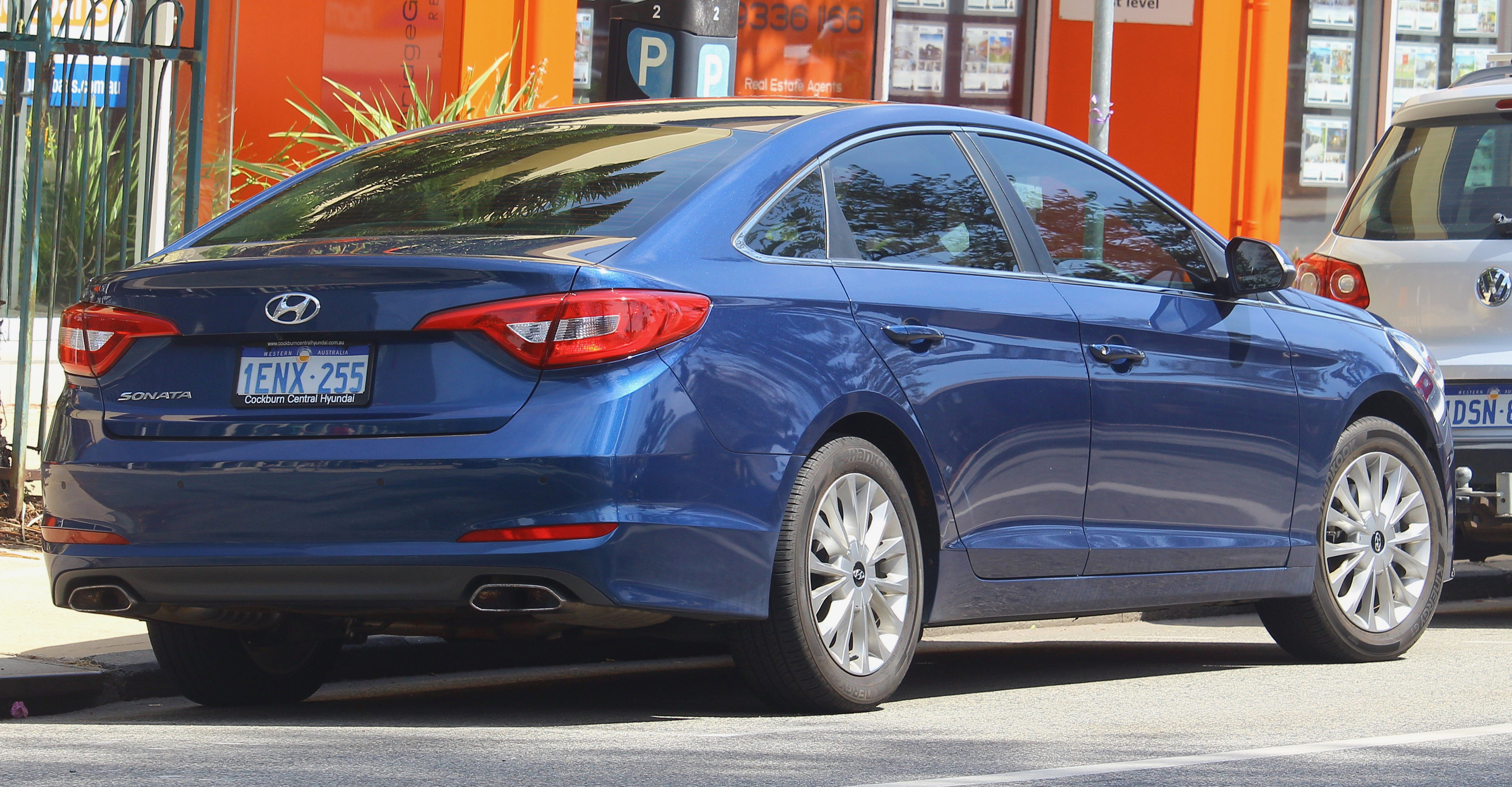
Heckansicht
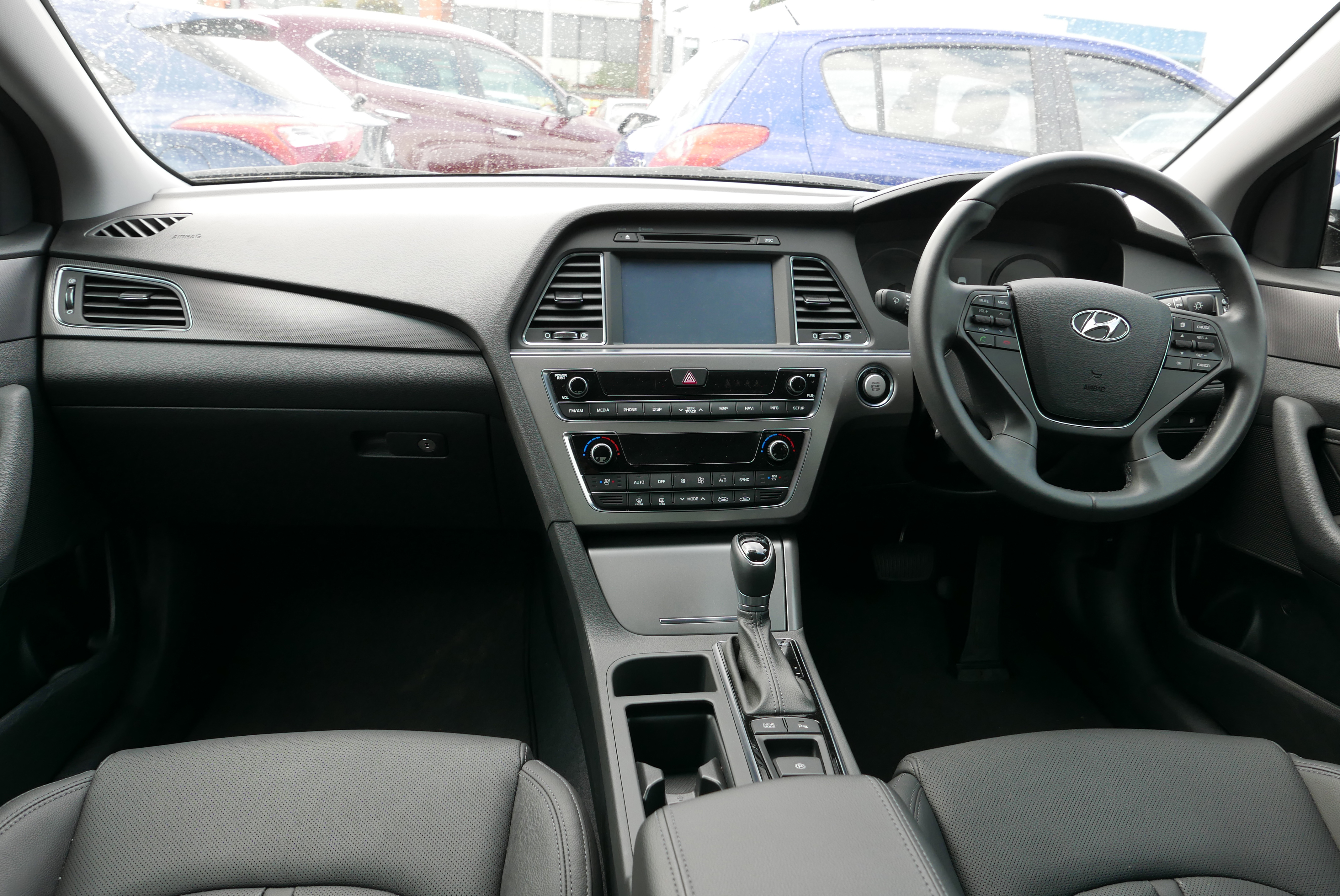
Innenraum
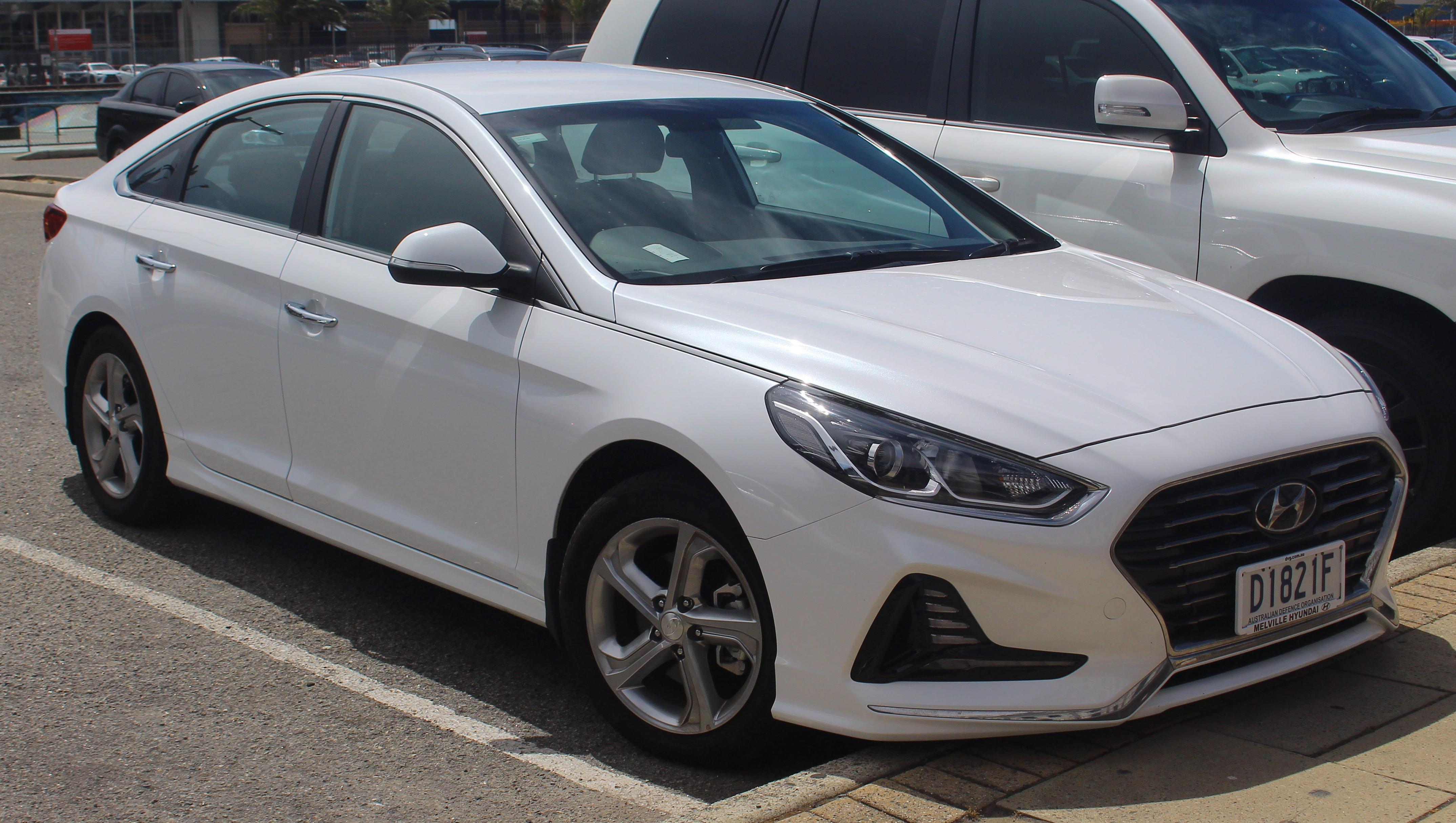
Hyundai Sonata (2017–2021)
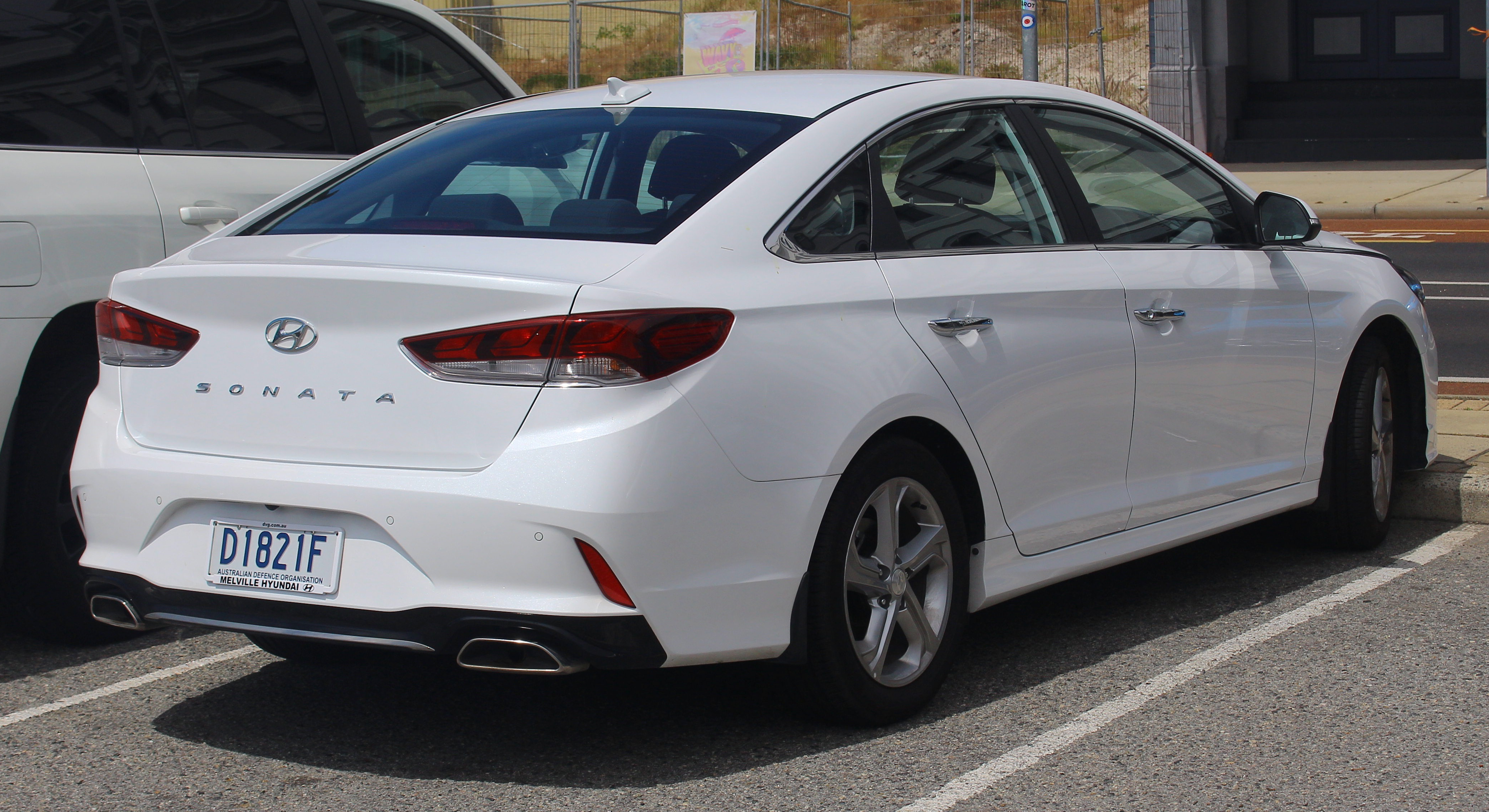
Heckansicht

### Technische Daten
|                                  | 1.6 T-GDi                      | 2.0 MPI                      | 2.0 CVVL                     | 2.0 T-GDi                    | 2.4 MPI                      | 2.4 GDI                      | 2.0 GDi PHEV                                 | 1.7 CRDi                       |
| Motor                            | Motor                          | Motor                        | Motor                        | Motor                        | Motor                        | Motor                        | Motor                                        | Motor                          |
| -------------------------------- | ------------------------------ | ---------------------------- | ---------------------------- | ---------------------------- | ---------------------------- | ---------------------------- | -------------------------------------------- | ------------------------------ |
| Bauzeitraum                      | 2015–2021                      | 2015–2021                    | 2015–2021                    | 2015–2021                    | 2015–2021                    | 2015–2021                    | 2015–2021                                    | 2015–2021                      |
| Motortyp                         | Ottomotor                      | Ottomotor                    | Ottomotor                    | Ottomotor                    | Ottomotor                    | Ottomotor                    | Ottomotor + Elektromotor                     | Dieselmotor                    |
| Motorbauart                      | R4                             | R4                           | R4                           | R4                           | R4                           | R4                           | R4                                           | R4                             |
| Hubraum                          | 1591 cm³                       | 1999 cm³                     | 1999 cm³                     | 1998 cm³                     | 2359 cm³                     | 2359 cm³                     | 1999 cm³                                     | 1685 cm³                       |
| Leistung                         | 132 kW (180 PS) bei 5500/min   | 113 kW (154 PS) bei 6200/min | 120 kW (163 PS) bei 6500/min | 180 kW (245 PS) bei 6000/min | 126 kW (171 PS) bei 6000/min | 138 kW (188 PS) bei 6000/min | 115 kW (156 PS) bei 6000/min + 38 kW (52 PS) | 104 kW (141 PS) bei 4000/min   |
| Drehmoment                       | 265 Nm bei 1500–4500/min       | 194 Nm bei 4000/min          | 196 Nm bei 4800/min          | 353 Nm bei 1350–4500/min     | 222 Nm bei 4000/min          | 241 Nm bei 4000/min          | 189 Nm bei 5000/min                          | 340 Nm bei 1750–2500/min       |
| Kraftübertragung                 |                                |                              |                              |                              |                              |                              |                                              |                                |
| Antrieb, serienmäßig             | Vorderradantrieb               | Vorderradantrieb             | Vorderradantrieb             | Vorderradantrieb             | Vorderradantrieb             | Vorderradantrieb             | Vorderradantrieb                             | Vorderradantrieb               |
| Getriebe, serienmäßig            | 7-Gang-Doppelkupplungsgetriebe | 6-Gang-Schaltgetriebe        | 6-Gang-Automatikgetriebe     | 8-Gang-Automatikgetriebe     | 6-Gang-Automatikgetriebe     | 6-Gang-Automatikgetriebe     | 6-Gang-Automatikgetriebe                     | 7-Gang-Doppelkupplungsgetriebe |
| Getriebe, optional               | –                              | [6-Gang-Automatikgetriebe]   | –                            | –                            | –                            | –                            | –                                            | –                              |
| Messwerte                        |                                |                              |                              |                              |                              |                              |                                              |                                |
| Höchstgeschwindigkeit            | 210 km/h                       | 200 km/h                     | 205 km/h                     | 240 km/h                     | 205 km/h                     | 210 km/h                     | 192 km/h                                     | 202 km/h                       |
| Beschleunigung 0–100             | 8,7 s                          | 10,8 s [11,1 s]              | 10,6 s                       | 7,5 s                        | 9,9 s                        | 9,0 s                        | 9,3 s                                        | 11,0 s                         |
| Kraftstoffverbrauch (kombiniert) |                                | 8,1 l Super [7,8 l Super]    |                              | 8,1 l Super                  | 8,2 l Super                  | 8,3 l Super                  | 4,5 l Super                                  |                                |
| Tankinhalt                       |                                | 70 l                         |                              |                              | 70 l                         | 70 l                         | 60 l                                         |                                |

## DN8 (seit 2019)
Der Sonata des Modelljahres 2020 wurde im März 2019 vorgestellt. Öffentlichkeitspremiere hatte er im April 2019 auf der New York International Auto Show. Das Modelljahr 2020 ist weniger konservativ gestaltet als das Vorgängermodell und nimmt Designelemente des 2018 präsentierten Konzeptfahrzeugs Hyundai Le Fil Rouge auf. Das Serienfahrzeug hat eine fastbackartige Form und durchgehende C-förmige Rücklichter. Auch der Innenraum wurde umfangreich überarbeitet.
Die in China seit Sommer 2020 bei Beijing-Hyundai gebaute Variante ist 55 mm länger.
Eine überarbeitete Version der Baureihe debütierte im März 2023 auf der Seoul Mobility Show. Die auffälligste Änderung soll ein durchgängiger Lichtbalken an der Front sein, der auch bei der zweiten Generation des Hyundai Kona verwendet wird. Im Innenraum kommt fortan ein gebogenes digitales Kombiinstrument zum Einsatz.

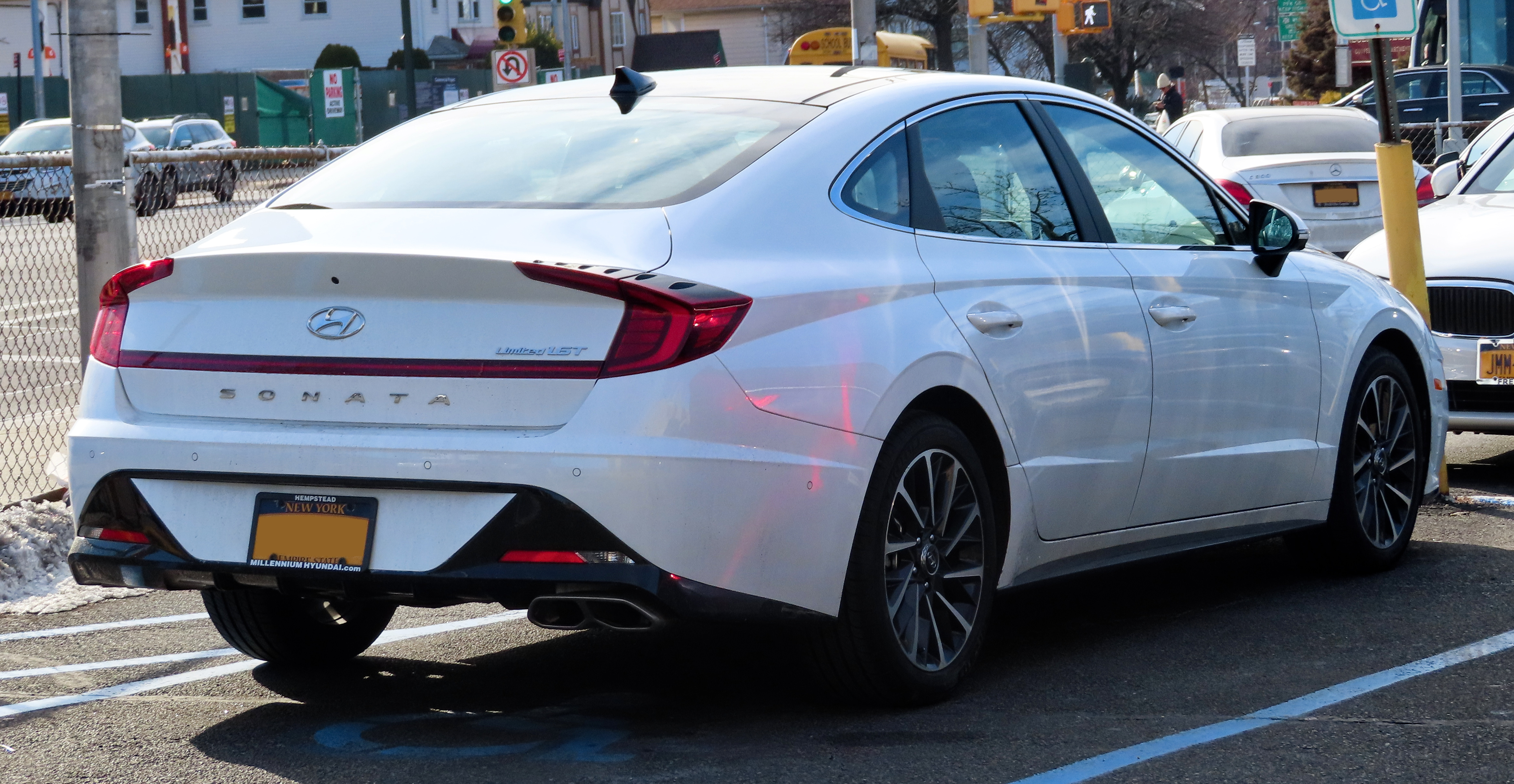
Heckansicht
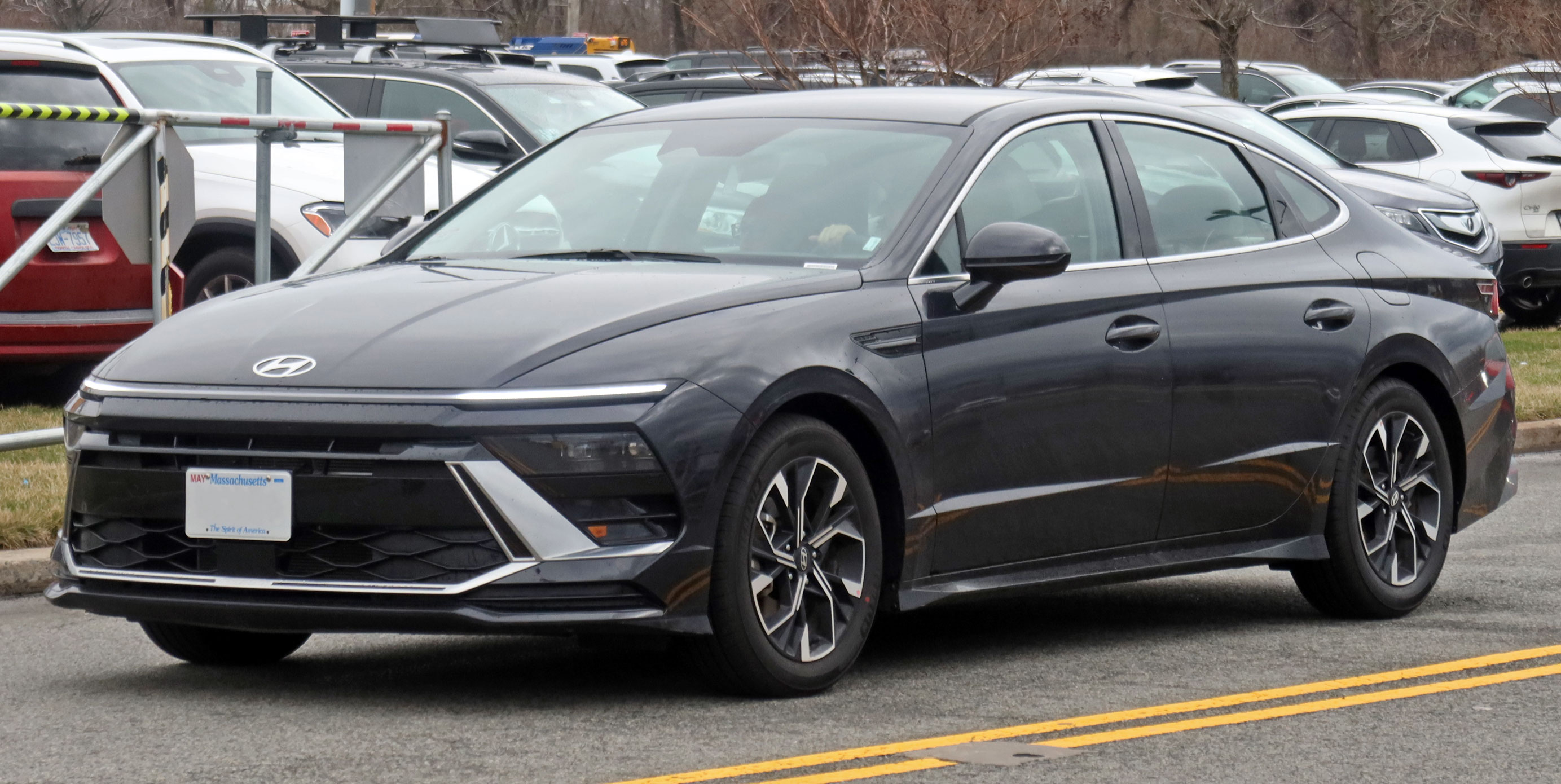
Hyundai Sonata (seit 2023)
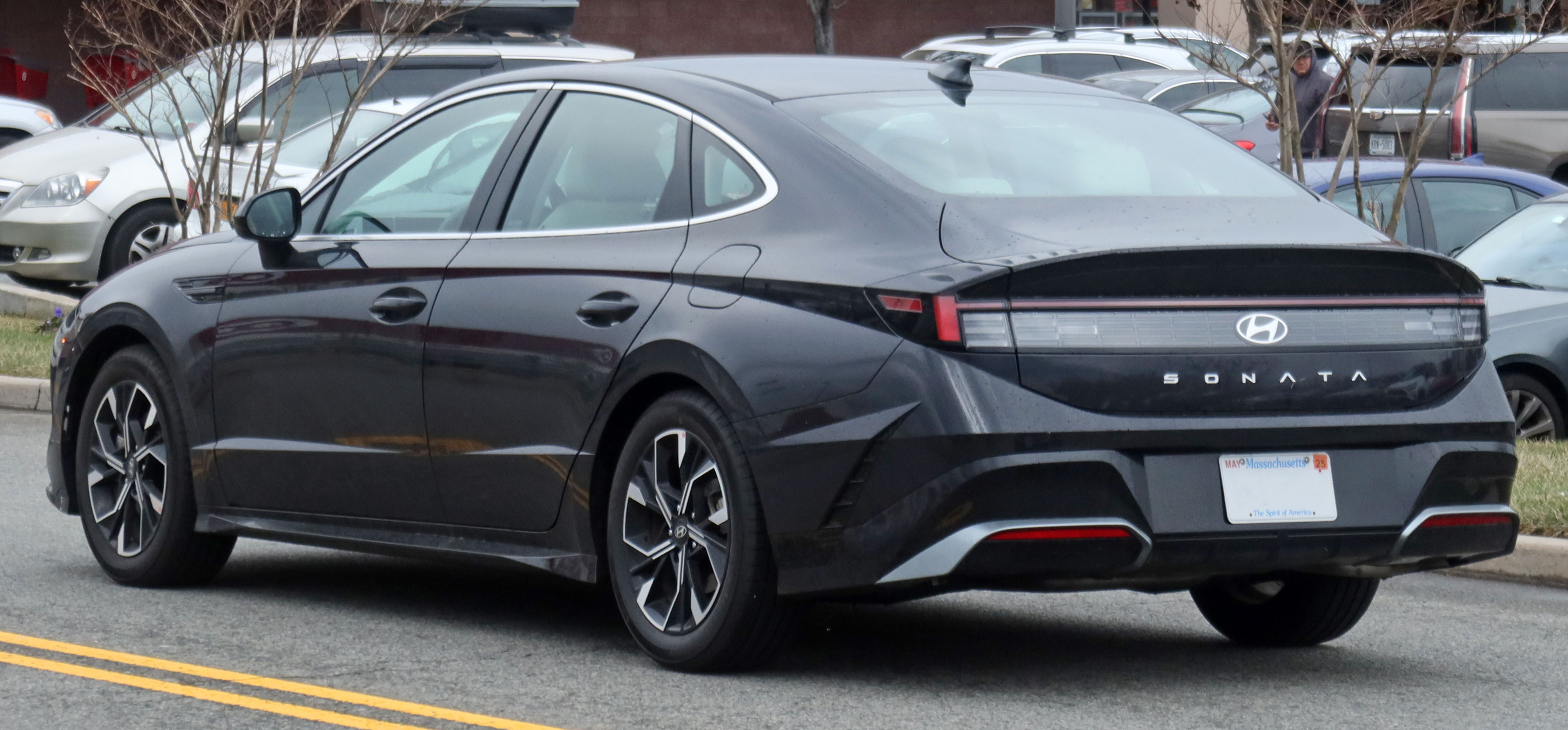
Heckansicht

### Technische Daten
|                                  | 270 TGDi                       | 1.6 T-GDI                    | 380T GDi                     | 2.0 T                        | 2.0 MPi                      | 2.5 MPi                      | 2.5 T-GDI                      | 2.0 Hybrid                       |
| -------------------------------- | ------------------------------ | ---------------------------- | ---------------------------- | ---------------------------- | ---------------------------- | ---------------------------- | ------------------------------ | -------------------------------- |
| Bauzeitraum                      | seit 2020                      | seit 2019                    | 2020–2024                    | seit 2024                    | seit 2019                    | seit 2019                    | seit 2020                      | seit 2020                        |
| Markt                            | China                          | Nordamerika, Südkorea        | China                        | China                        | Russland, Südkorea           | Nordamerika, Russland        | Nordamerika                    | Nordamerika, Südkorea            |
| Motor                            |                                |                              |                              |                              |                              |                              |                                |                                  |
| Motortyp                         | Ottomotor                      | Ottomotor                    | Ottomotor                    | Ottomotor                    | Ottomotor                    | Ottomotor                    | Ottomotor                      | Ottomotor + Elektromotor         |
| Motorbauart                      | R4                             | R4                           | R4                           | R4                           | R4                           | R4                           | R4                             | R4                               |
| Hubraum                          | 1497 cm³                       | 1598 cm³                     | 1975 cm³                     | 1975 cm³                     | 1999 cm³                     | 2497 cm³                     | 2497 cm³                       | 1999 cm³                         |
| Leistung                         | 125 kW (170 PS) bei 5500/min   | 132 kW (180 PS) bei 5500/min | 177 kW (240 PS) bei 6000/min | 184 kW (250 PS) bei 6000/min | 112 kW (152 PS) bei 6200/min | 132 kW (180 PS) bei 6000/min | 213 kW (290 PS) bei 5800/min   | 143 kW (195 PS) bei 6000/min (1) |
| Drehmoment                       | 253 Nm bei 1500–4000/min       | 265 Nm bei 1500–4500/min     | 353 Nm bei 1500–4000/min     | 353 Nm bei 1500–4500/min     | 192 Nm bei 4000/min          | 232 Nm bei 4000/min          | 422 Nm bei 1650–4000/min       | k. A. (2)                        |
| Kraftübertragung                 |                                |                              |                              |                              |                              |                              |                                |                                  |
| Antrieb, serienmäßig             | Vorderradantrieb               | Vorderradantrieb             | Vorderradantrieb             | Vorderradantrieb             | Vorderradantrieb             | Vorderradantrieb             | Vorderradantrieb               | Vorderradantrieb                 |
| Antrieb, optional                | —                              | —                            | —                            | —                            | —                            | Allradantrieb                | —                              | —                                |
| Getriebe, serienmäßig            | 7-Gang-Doppelkupplungsgetriebe | 8-Gang-Automatikgetriebe     | 8-Gang-Automatikgetriebe     | 8-Gang-Automatikgetriebe     | 6-Gang-Automatikgetriebe     | 6-Gang-Automatikgetriebe     | 8-Gang-Doppelkupplungsgetriebe | 6-Gang-Automatikgetriebe         |
| Getriebe, optional               | —                              | —                            | —                            | —                            | —                            | —                            | —                              | —                                |
| Messwerte                        |                                |                              |                              |                              |                              |                              |                                |                                  |
| Leergewicht                      | 1455 kg                        | 1420 kg                      | 1542–1545 kg                 | 1527–1597 kg                 | 1388–1591 kg                 | 1417–1618 kg                 | 1611 kg                        | 1601 kg                          |
| Höchstgeschwindigkeit            | 210 km/h                       | 220 km/h                     | 240 km/h                     | 240 km/h                     | 200 km/h                     | 210 km/h                     | k. A.                          | 192 km/h                         |
| Beschleunigung 0–100             | 9,3 s                          | k. A.                        | 7,8 s                        | 8,3 s                        | 10,5 s                       | 9,0 s                        | 6,2 s                          | 9,2 s                            |
| Kraftstoffverbrauch (kombiniert) | 5,6 l Super                    | 7,6 l Super                  | 6,8–6,9 l Super              | 6,9–7,1 l Super              | 7,1–7,3 l Super              | 7,4–7,8 l Super              | 8,7 l Super                    | 4,5–5,0 l Super                  |
| CO2-Emission (kombiniert)        | k. A.                          | k. A.                        | k. A.                        | k. A.                        | 168–169 g/km                 | 176–179 g/km                 | k. A.                          | k. A.                            |